# 平原印第安人
平原印第安人（英語：Plains Indians），或稱大平原原住民，是北美洲原住民类别之一，传统上居住于北美洲广阔的大平原地區，包括美国大平原州份和加拿大草原三省，在文化、习俗上有共通之处。
在欧洲人涉足北美大陆并引入马这一重要牲畜后，平原印第安人依照生活方式可分为互有重叠的两大类别。部分民族逐渐掌握马术，成为纯粹的马背游牧民族，追随庞大的北美野牛群，但也有民族仍然参与部分农耕活动。游牧程度较高的民族包括黑脚人、阿拉帕霍人、阿西尼博因人、夏延人、科曼奇人、克罗人、格羅斯文特人、基奧瓦人、拉科塔人、利潘人、平原阿帕契人、平原克里人、平原欧及布威人、萨尔西人、纳科达人和通卡瓦人等。另一类别是半游牧民族，除猎杀野牛外，居住于村庄中，种植作物、从事贸易，包括阿里卡拉人、希达察人、艾奥瓦人、考人、基蔡人、曼丹人、密苏里亚人、奧馬哈人、奥塞奇人、吉韋雷人、波尼人、蓬卡人、夸保人、威奇塔人和达科塔人。
平原印第安人因其游牧文化和马背文化传统著称。在欧洲白人西进过程中，发起激烈的抵抗活动，是北美洲最晚被征服的原住民族群，成为北美原住民在文学和艺术领域的典型原型，甚至成为全体美洲原住民刻板印象的来源之一。
19世纪学者曾为芝加哥哥伦布纪念博览会搜集了全球各种族的身高数据，当代学者分析该数据得出平原印第安人是19世纪晚期平均身高最高的人群。这对于人体测量学的发展尤为重要，因为在学界的传统观念中，平均身高的增长往往要和生活水平和卫生水平的提高挂钩。

## 组成
- 阿尼辛纳贝人

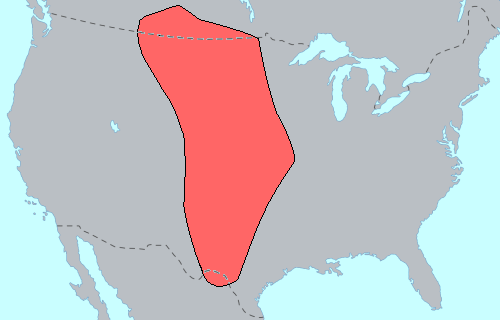
平原印第安人的传统分布区域

  - 索托人：加拿大曼尼托巴省、安大略省和美国明尼蘇達州；后来有移居至加拿大艾伯塔省、不列颠哥伦比亚省、薩斯喀徹溫省和美国蒙大拿州
- 阿帕契人
  - 利潘阿帕契人：美国新墨西哥州、得克萨斯州
  - 基奥瓦阿帕契人（平原阿帕契人）：美国俄克拉荷马州
  - 克雷乔阿帕契人：美国得克萨斯州
- 阿拉帕霍人：曾分布在科罗拉多州，现移居至俄克拉荷马州和怀俄明州
  - 贝萨乌内纳人（Besawunena）
  - 纳瓦欣赫纳人（Nawathinehena）
- 阿里卡拉人（英语：Arikara）：北达科他州
- 格羅斯文特人（阿齐纳人）：蒙大拿州
- 黑脚人
  - 凯奈人（英语：Kainai Nation）：艾伯塔省
  - 北佩甘人（英语：Northern Peigan）：艾伯塔省
  - 南佩甘人（英语：Southern Piegan）：蒙大拿州
  - 西克西卡人（英语：Siksika Nation）：艾伯塔省
- 夏延人：蒙大拿州、俄克拉荷马州
  - 苏泰人（Suhtai）：蒙大拿州、俄克拉荷马州
- 科曼奇人：俄克拉荷马州、得克萨斯州
- 平原克里人（英语：Plains Cree）：美国蒙大拿州，加拿大萨斯喀彻温省、艾伯塔省、曼尼托巴省
- 克罗人：蒙大拿州
- 希达察人（英语：Hidatsa）：北达科他州
- 艾奥瓦人（英语：Iowa people）：美国堪萨斯州、内布拉斯加州、俄克拉荷马州
- 考人（英语：Kaw people）：堪萨斯州、俄克拉荷马州
- 基奧瓦人：俄克拉荷马州
- 曼丹人：北达科他州
- 梅蒂人：美国北达科他州，加拿大曼尼托巴省、萨斯喀彻温省、艾伯塔省
- 密苏里亚人（英语：Missouri tribe）：俄克拉荷马州
- 奧馬哈人：内布拉斯加州
- 奥塞奇人：俄克拉荷马州；曾居住在阿肯色州、密苏里州
- 吉韋雷人：俄克拉荷马州；曾居住在密苏里州
- 波尼人：俄克拉荷马州[4]
  - 查维人（Chaui）
  - 基特克哈基人（Kitkehakhi）
  - 皮塔哈威拉塔人（Pitahawirata）
  - 斯基迪人
- 蓬卡人（英语：Ponca）：内布拉斯加州、俄克拉荷马州
- 夸波人（英语：Quapaw）：曾居住在亚肯色州、俄克拉荷马州
- 苏人
  - 达科塔人（英语：Dakota people）：美国明尼苏达州、蒙大拿州、内布拉斯加州、北达科他州、南达科他州；加拿大曼尼托巴省、萨斯喀彻温省
  - 拉科塔人：美国蒙大拿州、北达科他州、南达科他州；加拿大萨斯喀彻温省
  - 纳科塔人（英语：Nakoda (people)）：艾伯塔省
  - 阿西尼博因人：美国蒙大拿州；加拿大萨斯喀彻温省
- 特亚斯人（英语：Teyas）：得克萨斯州
- 通卡瓦人（英语：Tonkawa）：俄克拉荷马州
- 萨西人（英语：Tsuu T'ina Nation）：艾伯塔省
- 威奇塔人（英语：Wichita people）及附属部族：俄克拉荷马州，曾居住于得克萨斯州和堪萨斯州
  - 威奇塔人本体（Wichita proper）
  - 卡多人（英语：Kichai people）
  - 陶瓦亚人（英语：Taovaya Indians）
  - 塔瓦科尼人（英语：Tawakoni）
  - 瓦科人（英语：Waco people）

## 历史

### 早期历史
平原印第安人的历史大致分为如下阶段：古印第安时代（Paleoindian，前10,000年—前4,000年）、平原古风时代（Plains Archaic，前4,000年—前250年）、平原疏林时代（Plains Woodland，前250年—950年）、平原村落时代（Plains Village，950年—1850年）。北美大平原地区出现人类的最早时间可追溯到1万多年前，形成多个古文化，如克洛维斯文化、福尔索姆文化、普拉诺文化等。由于全球地质年代由更新世向全新世转变，平原地区的人类文化受到气候变化影响也相应改变，进入平原古风时代。其所能使用的当地材料的种类变得更加丰富，因此发展出更复杂的本地经济。随着玉米、豆类等作物传入，进入平原疏林时代，平原地区逐渐发展出耕作和狩猎采集混合的生活方式，建造土丘作为居所，属于分布更广阔的霍普韦尔文化、密西西比文化等筑丘文化的一部分。
随着农业发展，定居农业和玉米农业成为主流的生活方式，随而进入平原村落时代。当地居民的村落主要分布在平原地区的水源地附近，向西到落基山脉的山脚草原地区都有分布。从850年前后开始，有部分部落从事定居农业，到1100年至1250年间，绝大多数部落转入定居农业，居住在密苏里河流域。从北到南，这些民族包括希达察人、曼丹人、阿里卡拉人、蓬卡人、奥马哈人、波尼人、堪萨人、奥塞吉人和威奇塔人，他们种植玉米、豆类、南瓜、向日葵。有些村落达到了数千人口的水准。女子负责农耕，农具有鹿角耙、木制挖掘棒和由麋鹿或水牛的肩胛骨制成的锄头。女子还负责收集草药和野果，如北美稠李、草原萝卜。男子种植烟草、狩猎野牛和鹿。狗是唯一的驯化动物，他们有时候也会被人屠宰食用，但一般用来牵引货物。
在马匹出现之前，战争是非常罕见的，很少有大规模死伤的战斗。但是，在14世纪以后，大平原地区发生气候变化，旱灾频仍，定居农业受到影响，导致了一定规模的战乱，许多民族离开平原地区向东迁徙。

### 马背文化的产生

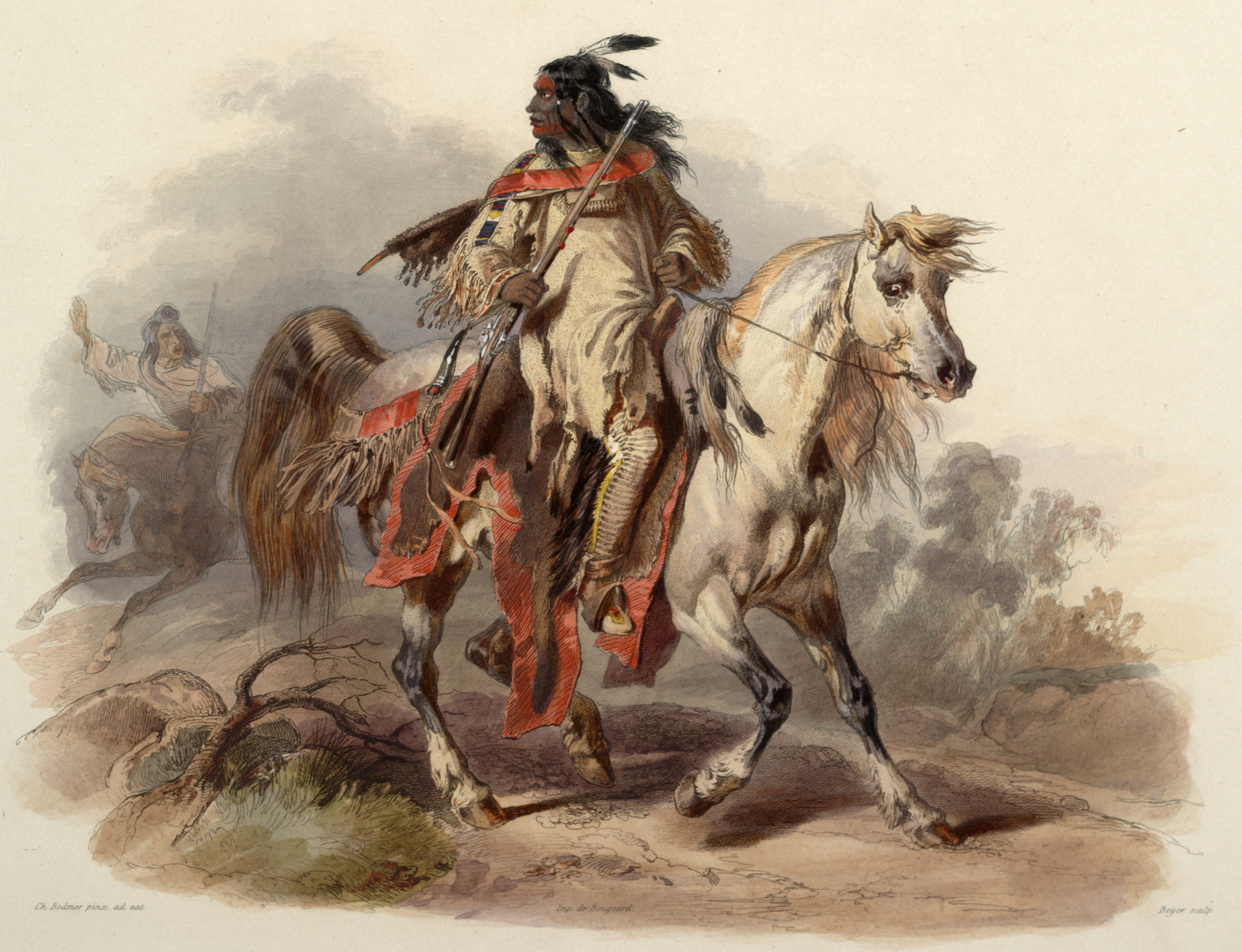
骑马的黑脚人战士，卡尔·博德默（Karl Bodmer）绘于1840年至1843年

从14世纪开始，由于气候变化等原因，平原地区干旱现象增多，许多原住民向东迁徙至林地区域，大平原地区的人口密度随之减少，后来因同欧洲人接触以及马匹引入而产生新的马背文化。第一个目睹并记录平原印第安文化的欧洲人是西班牙探险家弗朗西斯科·巴斯克斯·德科罗纳多。科罗纳多发现的平原印第安族群尚未获得马匹。马匹输入后，迅速融入平原部落的日常生活，为平原印第安文化带来了翻天覆地的改变。16世纪，西南地区部落开始通过贸易，或是从新墨西哥的西班牙殖民者处偷窃而获得马匹。自此，马背文化逐渐向北传播。到18世纪30年代，科曼奇人已拥有充足的马匹，得以最先转化为纯粹的马背游牧民族。
新大陆并没有马匹，印第安人对马匹是完全陌生的。最早将马匹引入新大陆的西班牙征服者是埃尔南·科尔特斯，他在1519年将马匹带到墨西哥。不过，科尔特斯仅带来大概16匹马。科罗纳多在其1539年至1542年的探险期间携带了558匹马，但其中只有2匹母马，因此不太可能和平原印第安人后来获得的马匹有所关联:429。

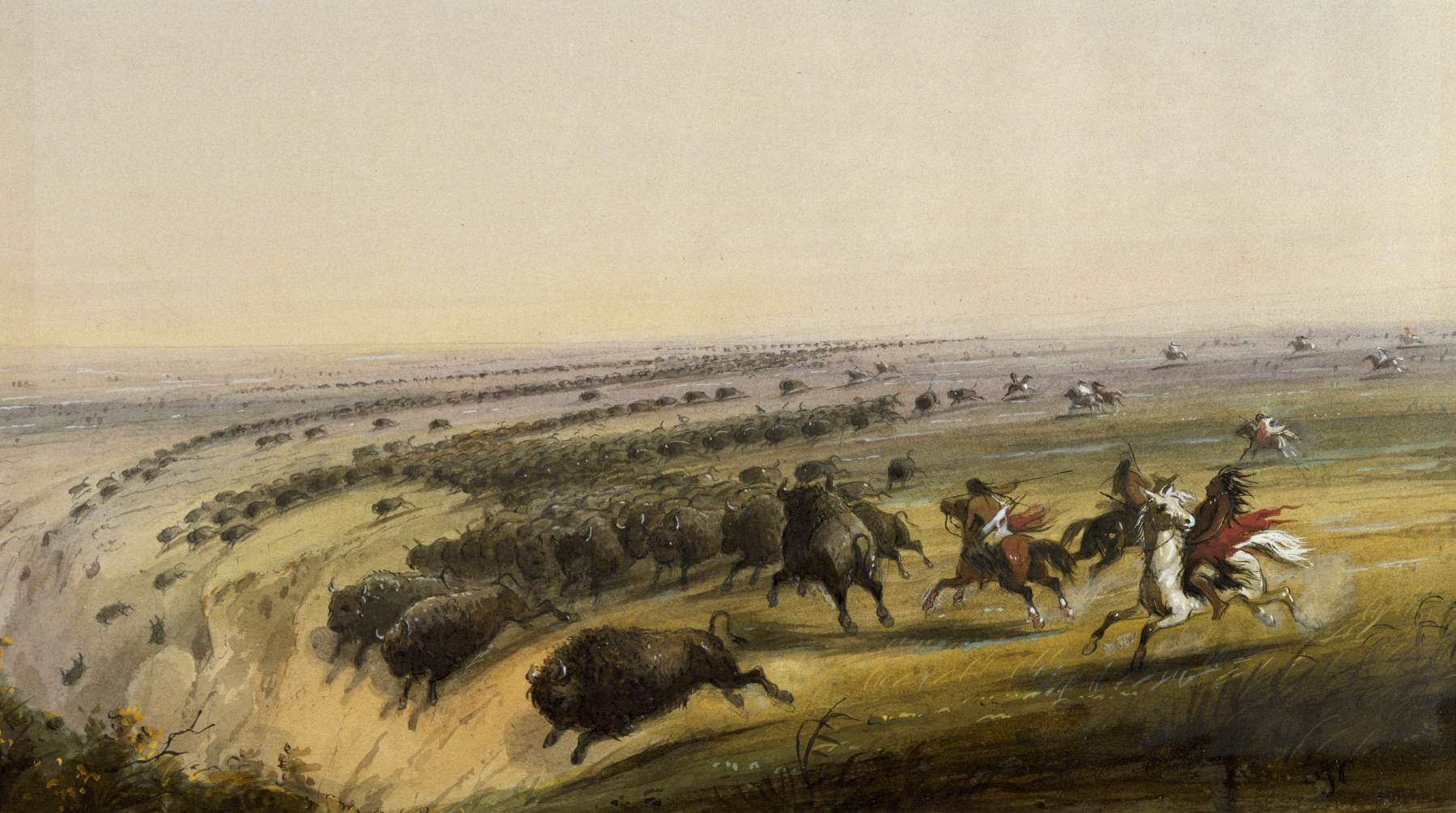
平原印第安人骑马追逐野牛群进行狩猎的场面，阿尔弗雷德·米勒（Alfred Jacob Miller）绘于1858年至1860年

1592年，另一位探险家胡安·德奥尼亚特在新墨西哥建立殖民地，带来七千头牲畜，其中有大量的公马和母马。普韦布洛人在为西班牙人做工时见识到马匹的存在。西班牙人曾试图防止原住民习得骑术，但仍然有原住民顺利学会骑马，并借此带着马匹逃离奴役。部分马匹通过贸易往来输入原住民部落，尽管此类贸易被官方禁止；还有一些马匹逃离了西班牙人的驻地，被原住民捕获。马匹便通过上述渠道成功进入平原民族的生活，平原人豢养的马匹自此成倍增多。1659年，新墨西哥西北部的纳瓦霍人已开始通过突袭活动偷窃西班牙人的马匹。1664年，阿帕契人正用来自其他部落的俘虏和西班牙人换取马匹。1680年，普韦布洛人将西班牙殖民者逐出新墨西哥，缴获了上千匹马和其他牲畜。普韦布洛人通过贸易活动将马匹送往其他部落，这成为平原印第安人马背文化的真正开端:429–431。1683年，西班牙人进入得克萨斯，发现原住民拥有马匹。1690年，西班牙人在科罗拉多河河口发现了大量原住民拥有的马匹，其中得克萨斯东部的卡多人拥有的马匹数量相当可观:432。
1719年，法国探险家克洛德·夏尔·迪蒂斯内在弗迪格里斯河流域发现当地的威奇塔人拥有300匹马，这个数量并不算多。1724年，另一位法国人布格蒙爵士发现在堪萨斯当地的考人处仅能以高价购得七匹马，表明马匹在堪萨斯部落仍然稀缺。马匹向北传播得较慢，而在落基山区和大盆地地区则迅速传播。怀俄明地区的肖松尼人到1700年前后获取到马匹，而在大平原最北端生活的黑脚人则迟了30年左右:429–437。

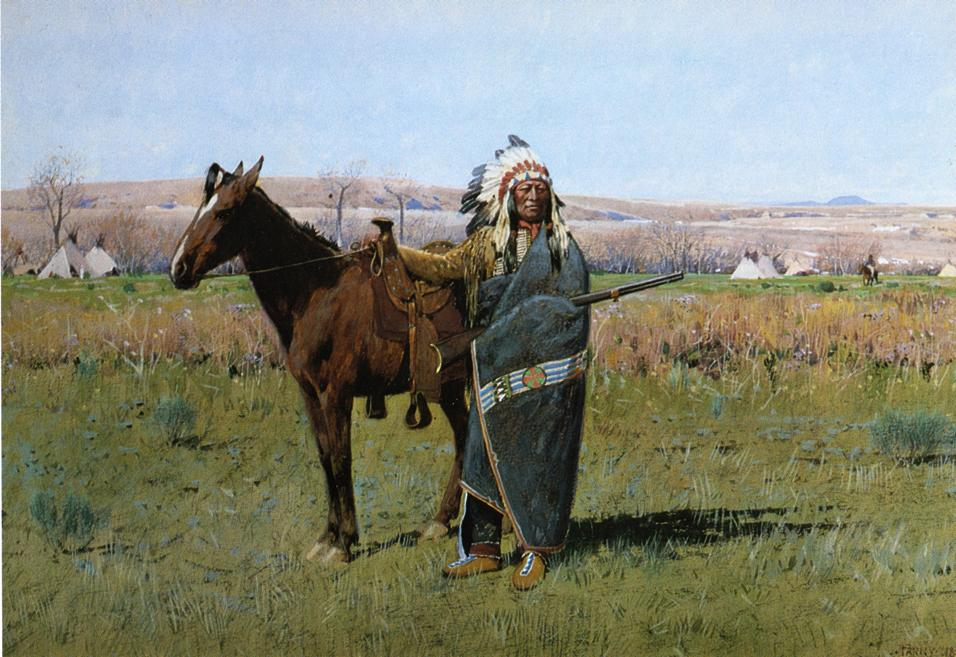
拉科塔酋长斑尾（Spotted Tail）和其战马

到1770年，平原印第安文化发展成熟，形成了北起萨斯喀彻温和艾伯塔，南至格兰德河流域的广阔的马背牧牛文化区。平原印第安人取得了马匹，行动速度更快，活动范围变得更远，就能更轻易地搜寻野牛群，从看似广大充沛的野牛群中进行狩猎，并能运送更多货品。这些全新的马背民族因而过上更为富裕的生活。马匹深受喜爱，马匹既是实用的工具，亦成为名望的象征。最初引起西班牙人注意的新马背民族是科曼奇人。到1706年，科曼奇人已经成为纯粹的游牧民，从事狩猎和畜牧，拥有大量马匹。当地的阿帕契人的游牧程度相对较低，其居住地区在18世纪30年代被骑马的科曼奇人席卷。到当时，科曼奇人已经支配了阿肯色河以南的平原地区。科曼奇人的成功也带动周边部族转向马背游牧生活，为此他们获取了数量庞大的马匹。到19世纪，每个科曼奇人或基奥瓦人家庭平均拥有35匹马和驴，不过其中只有六至七匹可以用于运输或作战。维持马匹带来额外的劳动力需求，对自然环境也有一定破坏。在转变为马背游牧民族后，族群内部的贫富差距将会增大，女性地位亦有所下降。族群中最富有的男子可同时娶多个妻子，妻子和家中的奴隶一同管理家庭的牲畜财产，尤其是马群。
平原南部的冬季较北部温暖，而北部的严冬令马匹难以大量生存，因此南部地区的原住民和北部相比更青睐纯粹的畜牧生活，而在今加拿大东北部地区的原住民则仍然以传统的方式维生。他们豢养的马匹较少，更多依赖犬类进行运输，狩猎野牛时也并不骑马。马匹在当地成为更加神圣的生物，部落之间会为了少数马匹而展开冲突和战争。在两地之间的中部地区生活的苏族部落到19世纪中叶成为平原地区的支配者，他们的马匹相比平原南部略少，但也维持了较适宜的自然生存环境。他们控制了野牛密集分布的核心地带，而当地亦产出优质的毛皮，苏族人以优质毛皮和法国人和美国人换取枪支。苏族人中的拉科塔人借此成为平原部落中最为强大的族群。

### 印第安战争的爆发

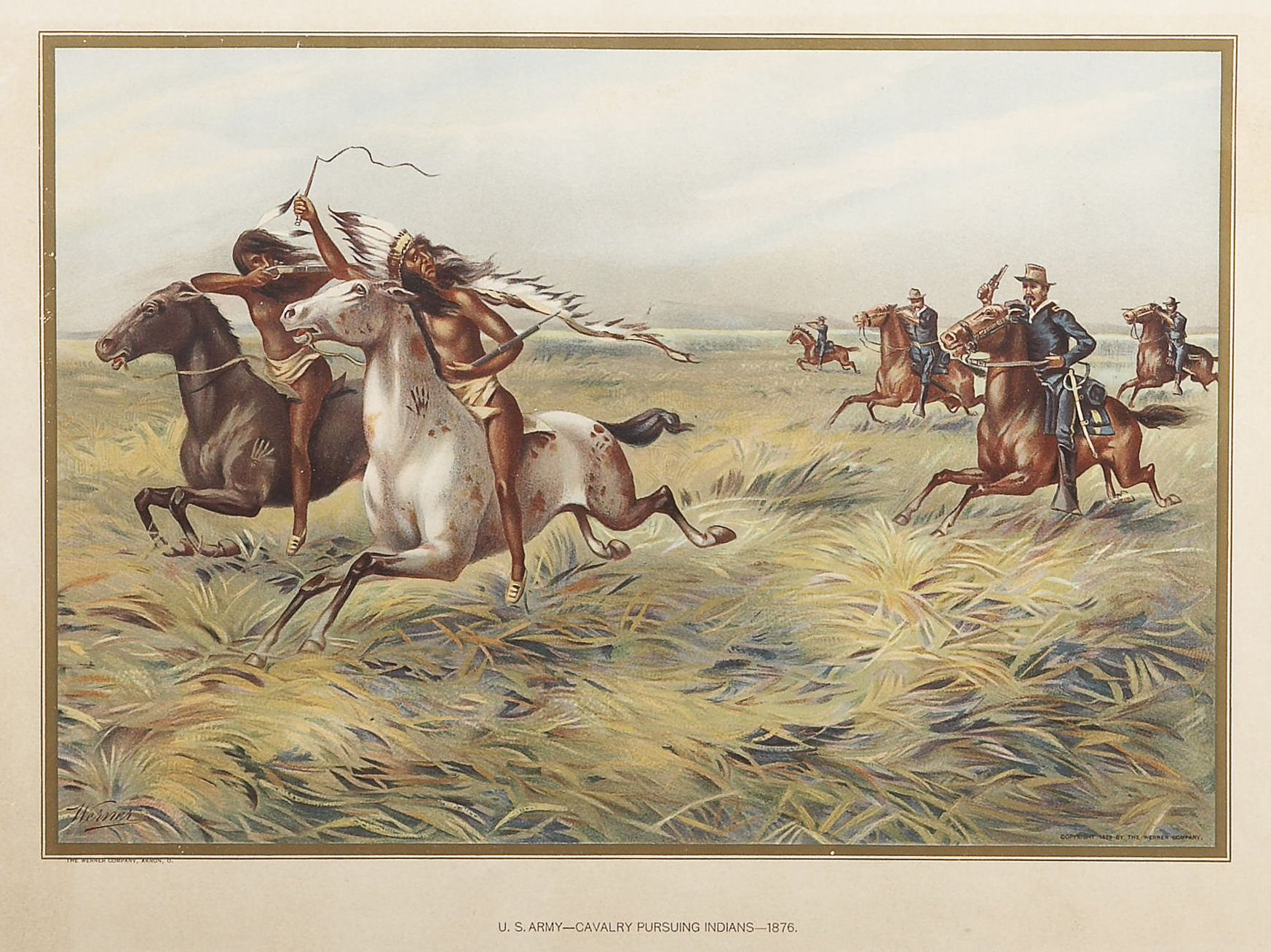
描绘北美印第安战争的画作，1899年

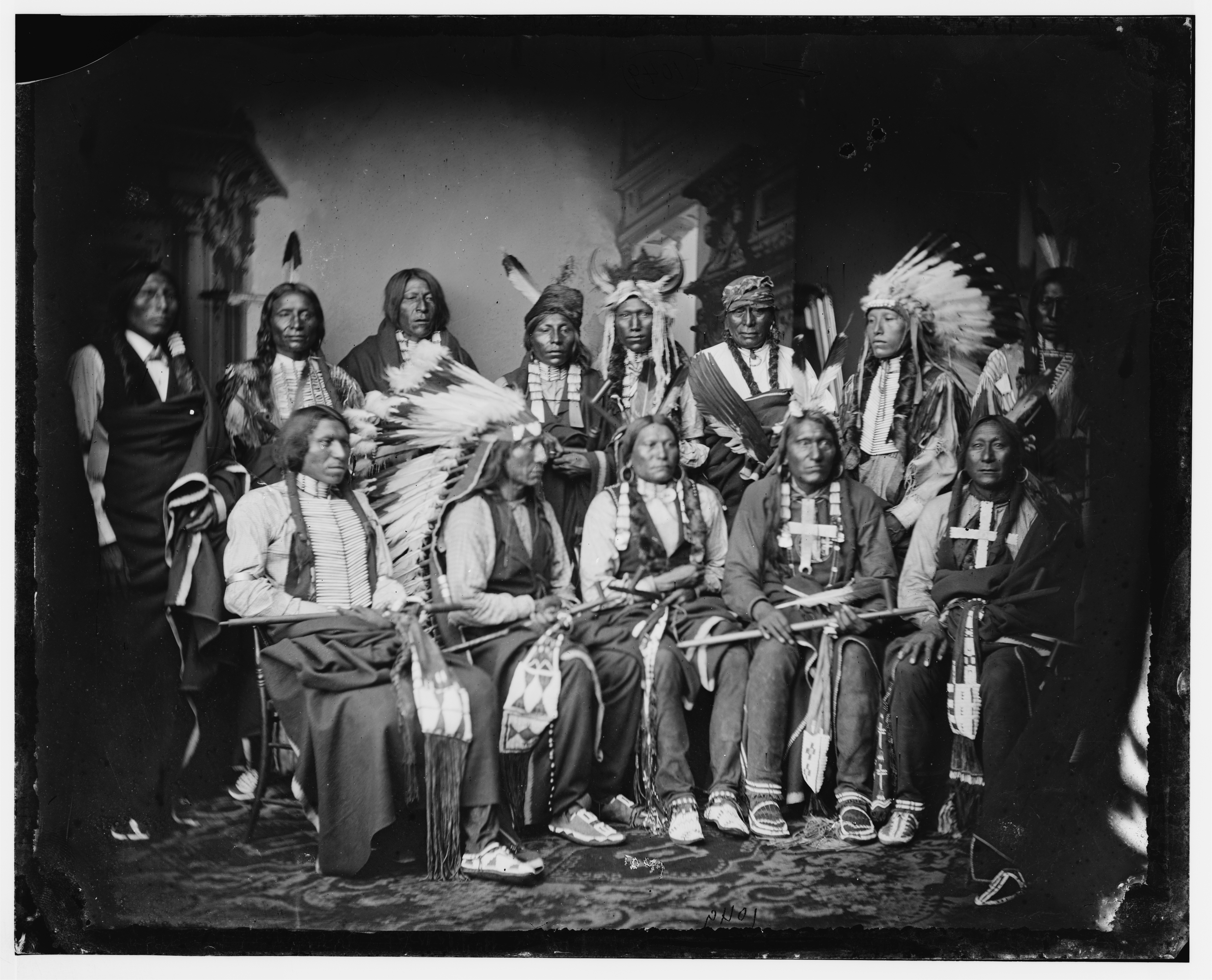
拉科塔人酋长红云及其他部落领袖的合影

19世纪40年代开始，由于俄勒冈小径等路线开通，横穿大平原的白人移民不断增多，部分平原民族常常袭击白人，导致局势紧张。1851年，美国政府在拉勒米堡和各部落领袖会面，签署拉勒米堡条约。美国政府借此条约划定了各原住民部落的领地，各部落保证运输设施和白人移民的安全。1851年拉勒米堡条约签订后，平原印第安人和美国政府之间保持了短暂的和平。
1851年拉勒米堡条约订立的各部落势力范围并不能满足日益增长的移民和建设需求。1862年，美国国会通过宅地法，令平原地区涌入大量移民。同年，苏族的桑蒂人发动反叛，400名移民和70名美国士兵身亡，导致300名桑蒂人被处以绞刑。此后印第安游牧民和美国白人的关系日益恶化，冲突不断，直至美国政府针对原住民部落展开武装征讨，称为北美印第安战争，著名的战役包括1862年达科塔战争、1876年大苏族战争、蛇人战争、科罗拉多战争等。仍然从事定居农业的民族则站在美国政府一边，其中许多人担任过美军的侦察兵。此外，阿里卡拉人、曼丹人、希达察人、波尼人和美军结盟，借此抗衡敌对的部落。
1868年，美国政府和阿拉帕霍人及苏族拉科塔人的部分群体代表签订了第二次拉勒米堡条约，划定了新的部落领地及印第安保留地。1874年，苏族保留地的黑山发现大量金矿，美国政府因而违背1868年条约的承诺，侵占苏族领地，致使苏族和夏延人的部分群体联合对抗美军。1876年，拉科塔人在小大角战役取得大胜，美军中校乔治·卡斯特的部队遭到全歼，卡斯特本人亦阵亡:20。由于直接的军事手段难以奏效，美国政府转变策略，开始大规模屠宰野牛，以切断原住民的食物来源。
1867年，英国创立加拿大自治领，展开领土扩张，也威胁到当地的平原民族。由于此前有部分遭遇美军的印第安人北逃，平原克里人、黑脚人、索托人等加拿大地区的民族已经知晓白人政府的扩张行为将危害到其传统的生活方式。部分民族发起反叛，迫使加拿大及英国政府同印第安人签订了11个编号条约，划定印第安领地，换取了一定程度的和平。1885年，加拿大原住民再度叛乱，遭到失败。

### 野牛屠杀

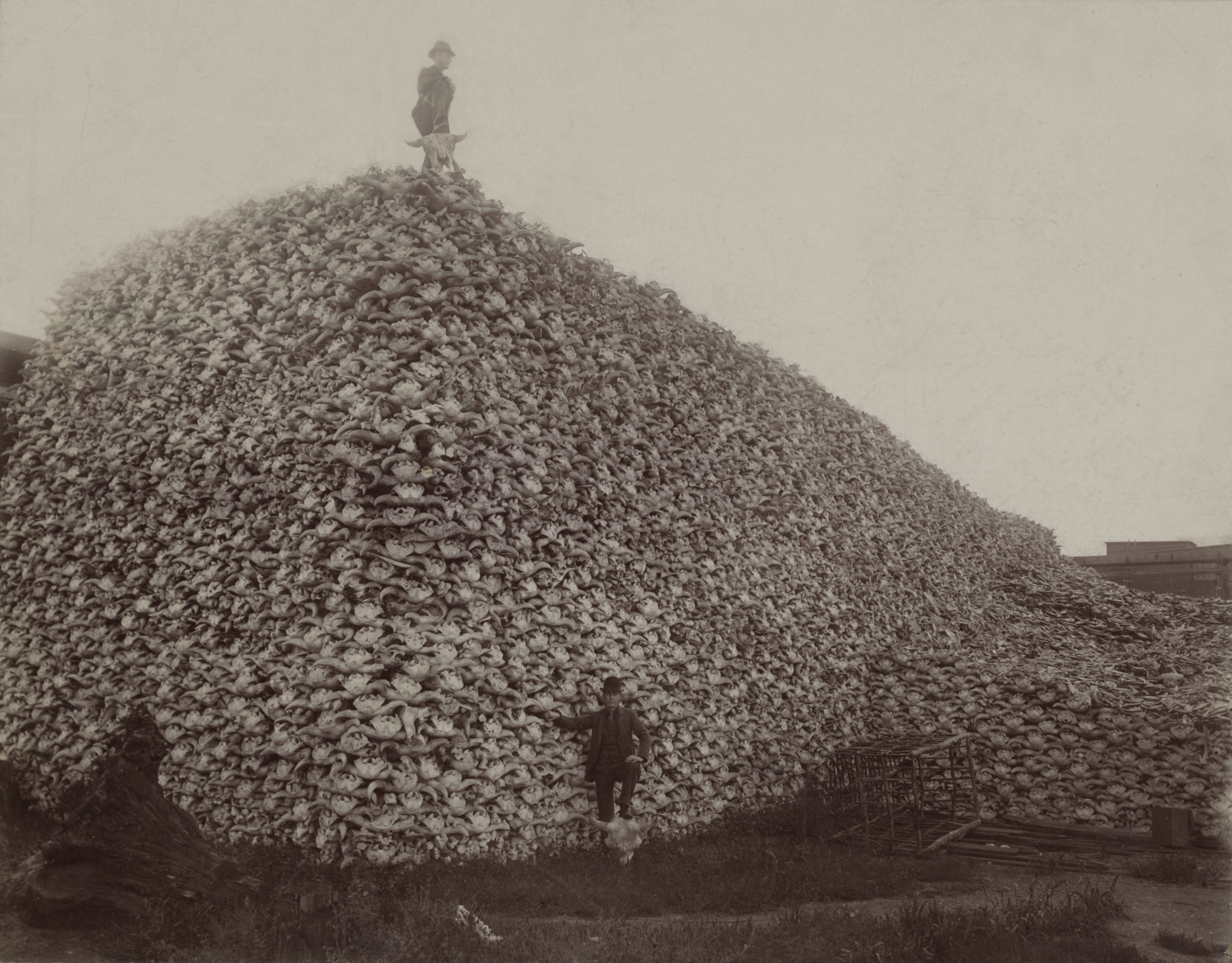
堆积成山的野牛尸骨，摄于19世纪70年代

北美野牛是平原印第安人重要的食物来源，其毛皮也是其服饰的主要原料。19世纪，对于北方游牧民来说，一年四季大概包括如下活动：以拉科塔人为例，当寒冬结束、天气转暖时，马群逐渐恢复元气，游牧民将在春季展开集体的野牛狩猎；到六七月的夏季，分居各地的部族各大分支汇聚到一起，开展日舞等宗教仪式，各酋长间将展开政治会议，做出决策、谋划行动、仲裁纠纷，组织军事行动等；到秋季，各支族再度散居各地进行狩猎，为冬季储存肉食；秋季狩猎结束、冬季到来前，拉科塔战士将发动战争和突袭行动；冬天到来以后，拉科塔人入住冬季营帐，进行宗教仪式，并着重打理马群，确保它们有足够的饲料撑过冬季。在南部，冬季较为温暖，因此南方游牧民常常在秋冬两季展开战争活动。19世纪30年代起，居住在得克萨斯和俄克拉荷马红河流域的科曼奇人，常常和其盟友一同南下至墨西哥，发动突袭以偷窃马匹和货物，有时甚至能长途远行1,000英里（1,600公里）。
19世纪后半叶起，美国政府开始于联邦和地方一级展开灭绝野牛的行动。野牛屠杀行动有益于白人牧场主的利益，而由于平原民族依赖野牛维生，平原原住民的人口将大量饿死，令美国政府得以控制平原地区，并迫使原住民迁入政府规划的保留地内。铁路工业亦将野牛群视为阻碍，野牛群可以横穿铁轨，迫使列车停下；除可能破坏列车车身外，野牛还会在冬季躲入人工开挖的隧道，阻碍交通；因此，美国向西运行的火车可能因野牛群而令车程延宕多日。大量野牛随之遭到屠宰，其毛皮被剥下，余下的骨肉则被遗弃，逐渐腐烂，腐烂后留下的尸骨被集中收集，运回美国东部。
在美国政府实行的灭绝活动下，野牛数量发生骤减，保护野牛的社会倡议随之而来。赞成者通常是出于保护物种的想法，比如著名的野牛比尔。但由于平原印第安人和美国白人的敌对关系，美国政府并未理睬，而继续其屠戮行动。1874年，美国国会通过法案以保护日益减少的野牛，遭到总统尤利西斯·格兰特的口袋否决。1875年，菲利普·谢里登将军曾在国会联席会议期间提议屠杀野牛，以切断敌对平原民族的食物来源。

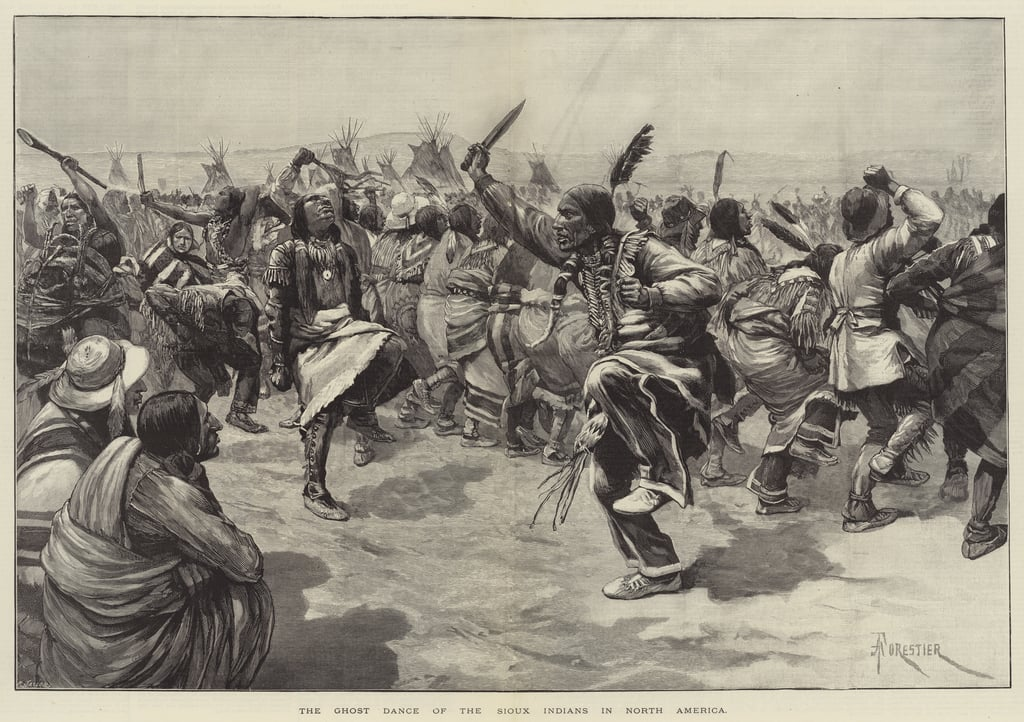
鬼舞仪式场面。这些印第安人相信可以通过鬼舞仪式驱逐白人殖民者，并令消失的野牛群重现

北美野牛在屠杀行动下几近灭绝，到20世纪初仅余下数百头。到19世纪80年代，北美原住民几乎失去和美国政府抵抗的能力，被逐入保留地内，野牛屠杀和瘟疫疾病亦令北美原住民的人口骤减。在此背景下，部分平原部落兴起新宗教运动，以此祈求白人殖民者消失、野牛群重现。鬼舞是代表性的新兴仪式，由大盆地地区的原住民北派尤特人的精神领袖沃沃卡发明，他声称鬼舞仪式可以白人消失、野牛回归，令人不怕枪弹，生者和死者的魂魄在理想的世界中联合。19世纪末，又诞生了美国原住民教会。鬼舞仪式成为新一阶段冲突的导火索，1890年12月29日，美军在伤膝河杀害了至多三百名印第安人，大部分是老人、妇女和儿童，称为伤膝河大屠杀。伤膝河大屠杀是北美印第安战争最后一次大规模的冲突。

### 印第安战争之后的现当代
自19世纪末起，美国和加拿大当局都试图同化印第安人，以欧美习俗替代其传统文化。然而，这些同化计划的具体实施并不顺利，遭遇诸多困难。平原地区的游牧民不愿转向定居，旧大陆的家牛取代了野牛，但效果不佳，而且保留地的土地贫瘠，难以耕种。此外，耕犁等现代农具会打破平原民族女子耕种的传统，因此亦遭到抗拒。政府官员以姓氏登记住民，但大部分平原原住民没有姓氏。许多奉行母系传统的民族也难以接受白人的父系习俗。政府在保留地开设寄宿学校，希望借此达到同化目的。寄宿学校成为强制政策，许多儿童被迫长期离开家庭。有白人职员以虐待行为逼迫原住民儿童放弃传统文化和语言，加拿大政府在2006年向这类寄宿学校的毕业生发放了约合20亿美元的赔偿金。为了对抗同化政策，自20世纪以来，许多平原印第安人以民族自决为目标。
进入20世纪以后，印第安人逐步得到完整权利。1924年，印第安人公民权法案授予全体印第安人美国公民身份；1948年，印第安人获得投票权。然而，印第安人的生活状况仍然堪忧，保留地经济处于落后局面。1944年起实施的皮克-斯洛安密苏里河谷工程导致20多万英亩的印第安保留地遭遇洪灾，上千家庭流离失所，到2016年仍有受灾者索求赔偿。河谷工程造成的新湖泊将保留地割断，破坏了原有的经济和交通联系，也极大危害了当地的生态环境。自20世纪末开始，当局制定了多项印第安保留地经济的发展计划，以解决失业和服务资源短缺等问题，同时也致力于恢复原有的平原印第安文化。原有的寄宿学校被全新的部落学校取代，许多部落长者走入校园教授传统语言。亦有部落政府致力于恢复野牛物种的规模。此外，有部分印第安保留地政府开设赌场和酒店以刺激经济；也开始有原住民设立制造业、运输业和建筑业企业。

## 社会

### 语言
平原印第安人的语言并不统一，不同民族的母语分属不同的语族，各个语族的语系归属仍有争议。平原印第安民族的语言主要属于阿尔冈昆语族（黑脚人、阿拉帕霍人、阿齐纳人、平原克里人、索托人、夏延人）、苏语族（苏人、曼丹人、希达察人、克罗人、阿西尼博因人、奥马哈人、蓬卡人、奥塞奇人、堪萨人、考人、艾奥瓦人、奥托人、密苏里人）、卡多语系（波尼人、阿里卡拉人、威奇塔人）、犹他－阿兹特克语系（东肖松尼人、科曼奇人）、德内语支（萨克里人）和塔诺语系（基奥瓦人）。除此之外，印第安人和白人的混血后代梅蒂人使用米奇夫语，是克里语和法语的混合语。
语言不通的部落之间使用平原印第安手语相互沟通，还用于平原部落内部讲述故事、演说、各种仪式期间，亦为聋哑人所日常使用。根据记载，至少有37种口头语言的使用者使用平原手语，涵盖了超过260万平方公里的区域。1885年，据统计有11万“手语印第安人”，包括大平原地区的黑脚人、夏延人、苏人、基奥瓦人和阿拉帕霍人。

### 政治组织
在平原印第安人中，语言相通的民族称为部落（tribe）。部落之下分为不同的群体（band），群体的规模不一，数十人至数百人不等。群体的成员一同劳作、生活、迁徙。游牧的部落一般包含数个较大的独立的群体。群体内部有数位领袖，同时有作战团体（military societies）。领袖享有较高声望，在以往的活动中证明过自己的实力，展现了勇敢和智慧。尽管也有一些社会地位是世袭的，但证明个人实力的举动仍然决定着确切的地位，群体成员只会信赖那些证明过自己的人。一位成功的领袖必须要有出色的才能和技能，因为许多活动都很复杂，安排和指挥都很困难，例如大规模狩猎、集体仪式、季节迁徙、军事攻守、村落建设、农业时令等。作战团体听从领袖的指挥，保持作战纪律。
每个部落都有大致固定的活动范围，供各个群体活动。群体之间和平相处，但其集体行动的紧密程度依部落不同而有差别。科曼奇人内部的群体之间比较松散，成员可以变动归属，也没有统一的部落会议；而波尼族的斯基迪（Skidi）群体保持着较强的独立性，不和其他三个波尼人群体共同行动。夏延人有着最为严格的政治组织，其内部有10个群体，各个群体派出44名酋长组成部落会议，部落会议的议决对部落全体都有效用。
平原印第安人不存在世袭的社会阶层，但有权势或财富的家庭往往能够给予子女更好的教育，帮助他们成熟后有着更好的表现。孤儿是受推崇的婚姻对象，因为他们能够较早地独立养活自己，证明了自己的生存技能。

### 农业

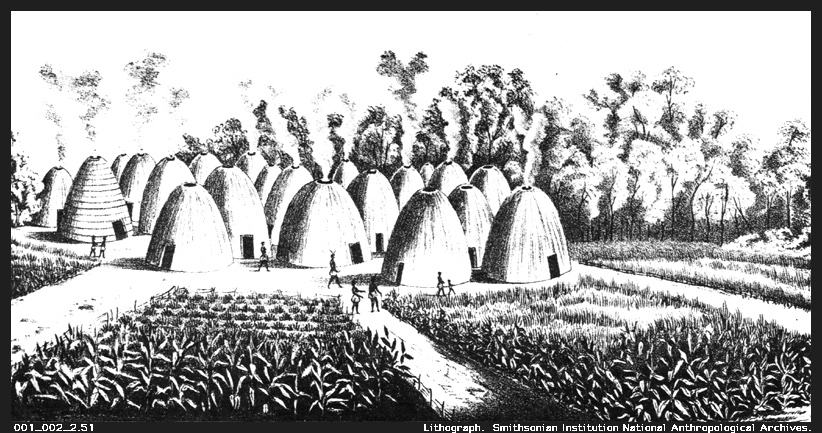
威奇塔人是南部平原的农耕部落，传统民居为蜂巢形茅屋，周围是玉米田。他们是技术精湛的农夫，以农产品和游牧部落贸易，换取毛皮和肉

在那些居于村落的半定居印第安部落的日常生活中，农业生产活动占了很大比重，尤其是居住在大平原东部的部落。玉米是大平原印第安人的主要主食，其他主食还包括豆类和南瓜。此外，他们还种植或采摘烟叶、向日葵、李子等野生植物；采摘浆果和草原萝卜用作调味品。
玉米起源于中部美洲，随后逐渐向北传播。在大平原地区，最早的耕种玉米的可靠证据可以追溯到900年。大平原地区最早的农业民族称为南部平原村民，可能是卡多语使用者，即今日威奇塔人、波尼人和阿里卡拉人的先祖。平原农民培育出了短季而抗旱的作物品种。他们不懂得灌溉，擅长以雨水收集的方式为作物供水。生活于今北达科他州的曼丹人和希达察人是最靠北的玉米种植者。农耕部落也会狩猎野牛和鹿等动物。南部平原的部落在春季耕作，夏季出猎，秋季收获，冬季再度出猎。农耕部落以农产品和游牧部落贸易，换取毛皮和肉干。马匹传入平原地区后，部分部落放弃农业生产，转变为完全的野牛狩猎部落。

### 狩猎

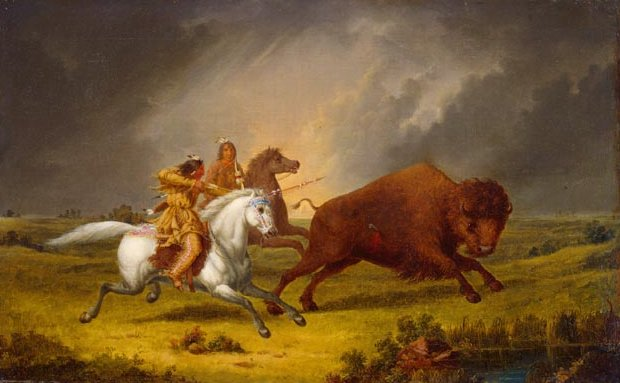
《阿西尼博因人狩猎野牛》，保罗·凯恩绘

野牛是平原游牧部落的主要食物来源，其他猎物还包括马鹿和叉角羚。在马匹传入以前，狩猎的流程比较复杂，猎手会事先包围牛群，然后将之引入特定地点将之猎杀。还有猎手会披上野牛皮模仿叫声以诱骗野牛。在火器传入以前，当地部落以长矛、弓箭和棍棒作为武器。马匹令狩猎工作变得相当简单，骑马的猎手可以轻易追赶野牛。平原印第安人还会削短其使用的弓，以利骑射。火器传入后，平原印第安人并未弃用弓箭，因为枪支的装填速度慢，且较沉重。主要的狩猎季节是秋季、夏季和春季，冬季严寒的风雪令狩猎活动变得困难。19世纪，对于北方游牧民来说，一年四季大概包括如下活动：以拉科塔人为例，当寒冬结束、天气转暖时，马群逐渐恢复元气，游牧民将在春季展开集体的野牛狩猎；到秋季，各支族再度散居各地进行狩猎，为冬季储存肉食；秋季狩猎结束、冬季到来前，拉科塔战士将发动战争和突袭行动；冬天到来以后，拉科塔人入住冬季营帐，进行宗教仪式，并着重打理马群，确保它们有足够的饲料撑过冬季。

### 家庭

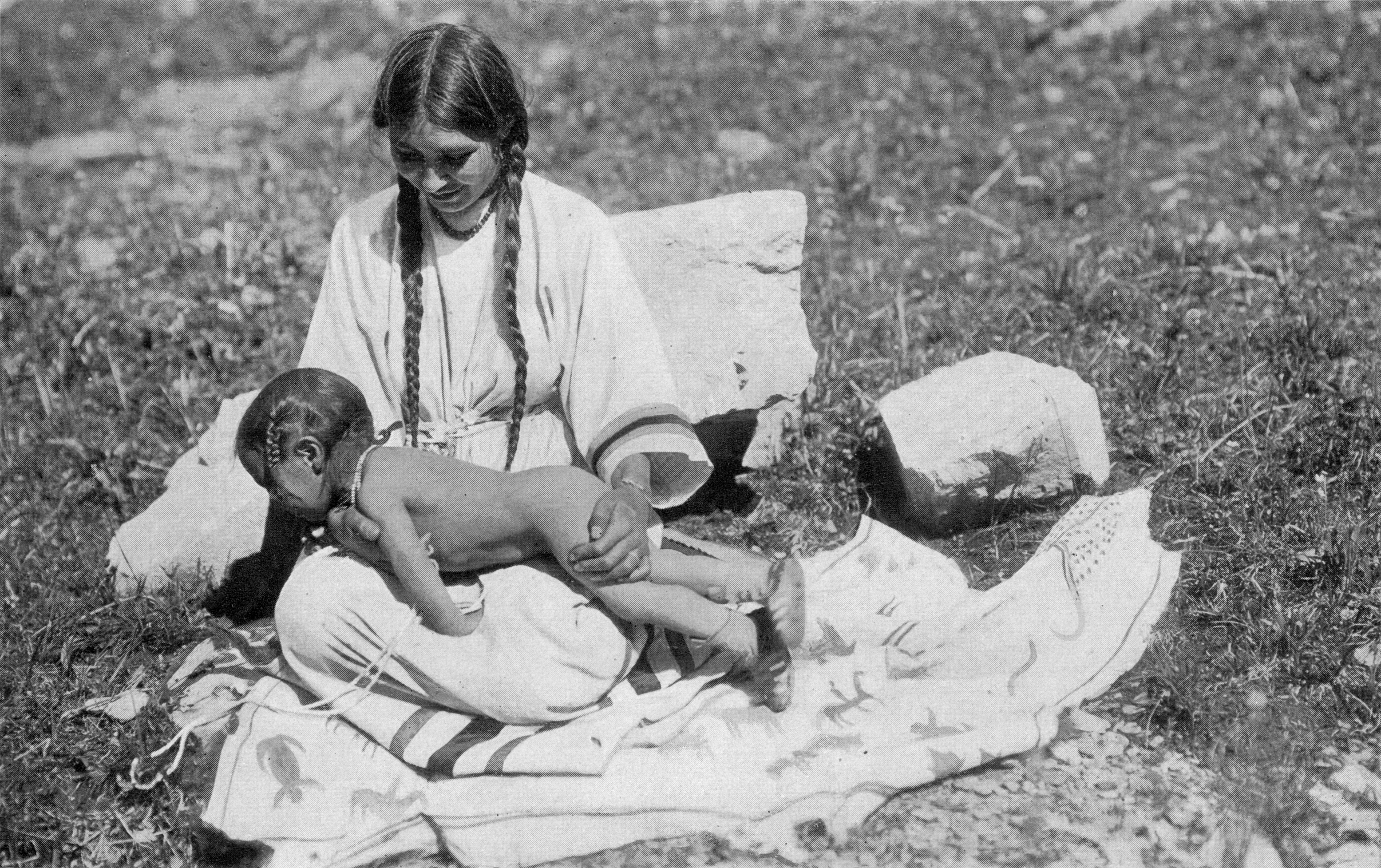
印第安人母子，摄于1917年

关于母系和父系的归属，不同民族各有不同，强调母系者如曼丹人、希达察人、克罗人；强调父系者如艾奥瓦人、堪萨人、奥马哈人、奥塞吉人、蓬卡人等。也有民族同时强调父系和母系族谱。一名儿童和直系亲属及同氏族人有着较亲近的关系，其相处倾向于和蔼、放任，而非直系亲属则比较严厉，或是扮演导师角色。
在平原印第安人的传统社会中，男性和女性担任的角色是互补的。家庭居所以及其中大部分财产通常归女性所有。女子的职责有鞣制皮革、照料作物、收集野外食物、制作衣物以及拆装梯皮住房等。在当代的平原印第安民族社群中，女性会在典礼篝火点燃时回归传统职责，如帕瓦节庆期间。传统上，女子不参与公共政治，但会担任一些顾问性质的角色，这种角色产生于女子之中。
不同民族的婚姻传统各不相同，如阿齐纳人、黑脚人禁止近亲婚姻，鼓励有联姻关系的氏族间的婚姻。女子一般有离婚的权利，并且可选择保留子女抚养权。由于居所属于女性，在婚姻中表现不佳的男性便有无家可归的可能。1841年，一位名为铺路（Making Out Road）的夏延族女子和白人拓荒者基特·卡森成婚。二人的感情破裂后，女方将卡森逐出梯皮，其财产也一并丢出，这也是夏延族习俗中宣布离婚的方式。铺路曾先后和多个男子成婚，白人和土著皆有。一人逝世后，其兄弟姐妹可以同其配偶结婚，这种习俗很普遍。大部分婚姻都是一夫一妻的，一夫多妻的情况也不罕见，通常是姐妹的丈夫是同一人的情况。结婚时，男子通常要向女子赠礼，不过曼丹人夫妻仅会象征性地交换等值的礼品。处女情结是很普遍的，夏延人对此尤其看重。黑脚人会倾向于让那些保持贞洁的女子担任要职。男子则十分追求性征服。不同民族对待私奔行为有着不同的看法，苏族的特顿人会不计前嫌，夏延人则会贱视私奔的女子。
在子女的教育中，祖父母会扮演重要的角色，年长的哥哥姐姐也有看护后生的责任。男童和女童会依照性别的职能逐步学习不同的技能。在部分民族中，舅父和姑母也会扮演导师角色，如希达察人、阿拉帕霍人等。平原印第安人很少体罚子女，更强调奖励和鼓励。
当代的平原印第安人群体中，有传统主义者致力于保护、传承旧有的生活习俗以及连带的价值观念。

### 贸易
马匹传入后，平原印第安人之间的财富差距加大。马匹成为重要的财产，许多村落会在夜晚将马群赶入地窖，以防盗窃；抢夺马匹成为印第安人劫掠活动的主要目的。马匹成为交易或是馈赠的资产，也用作结婚礼品。夏延人在马匹贸易扮演中间人的角色，经手中北部部落和南部部落之间的贸易。阿西尼博因人、希达察人、曼丹人、阿里卡拉人和一些东部的苏族人以枪支、衣物、篮子、珠饰，以及从欧洲人处得到的水壶等物品，和西部的部落交换毛皮。部落之间的贸易非常普遍，牧民和农民之间的交易很常见，例如以野牛皮交换玉米。为了加强贸易来往，会举办结拜仪式令不同部落的成员结为兄弟或是姐妹，以平原印第安人重视的亲缘体系规制贸易关系。部落之间冲突常常是以争夺商路控制权为目的。
除了马匹以外，其他物品的需求量并不大，每个部落都能够自行收集或制作，因此这些物品很少参与部落内部贸易。不过，知识、配方、仪式规程等无形事物常常是族内贸易的主角。药物的配方以及疗愈仪式的规程有着莫大的价值，几乎所有部落都会耗费巨资学习这些知识。在19世纪30年代的曼丹人部落中，若希望借由目睹圣物获得精神加持，就必须付出相当于一位劳工一年薪资的资产，还要补上看护的薪水、马匹给养及一部分的圣物制造成本。希达察人部落也有类似传统，学习打磨燧石箭头，需要付出资产换取专人教授；女子学习制造陶器或是挖掘地窖，也需要付相应资产。

### 军事

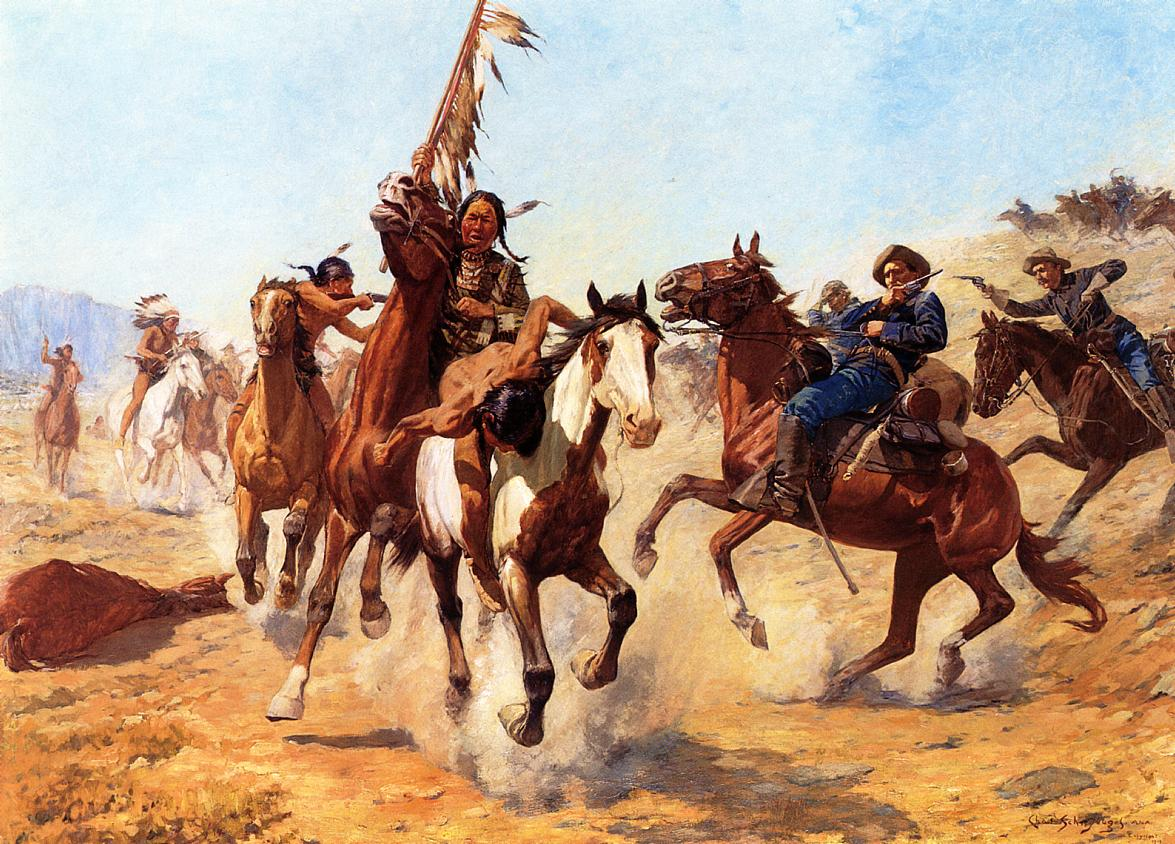
《消音的战吼》（The Silenced War Whoop），描绘美国骑兵和印第安骑手的冲突的油画，绘于1908年

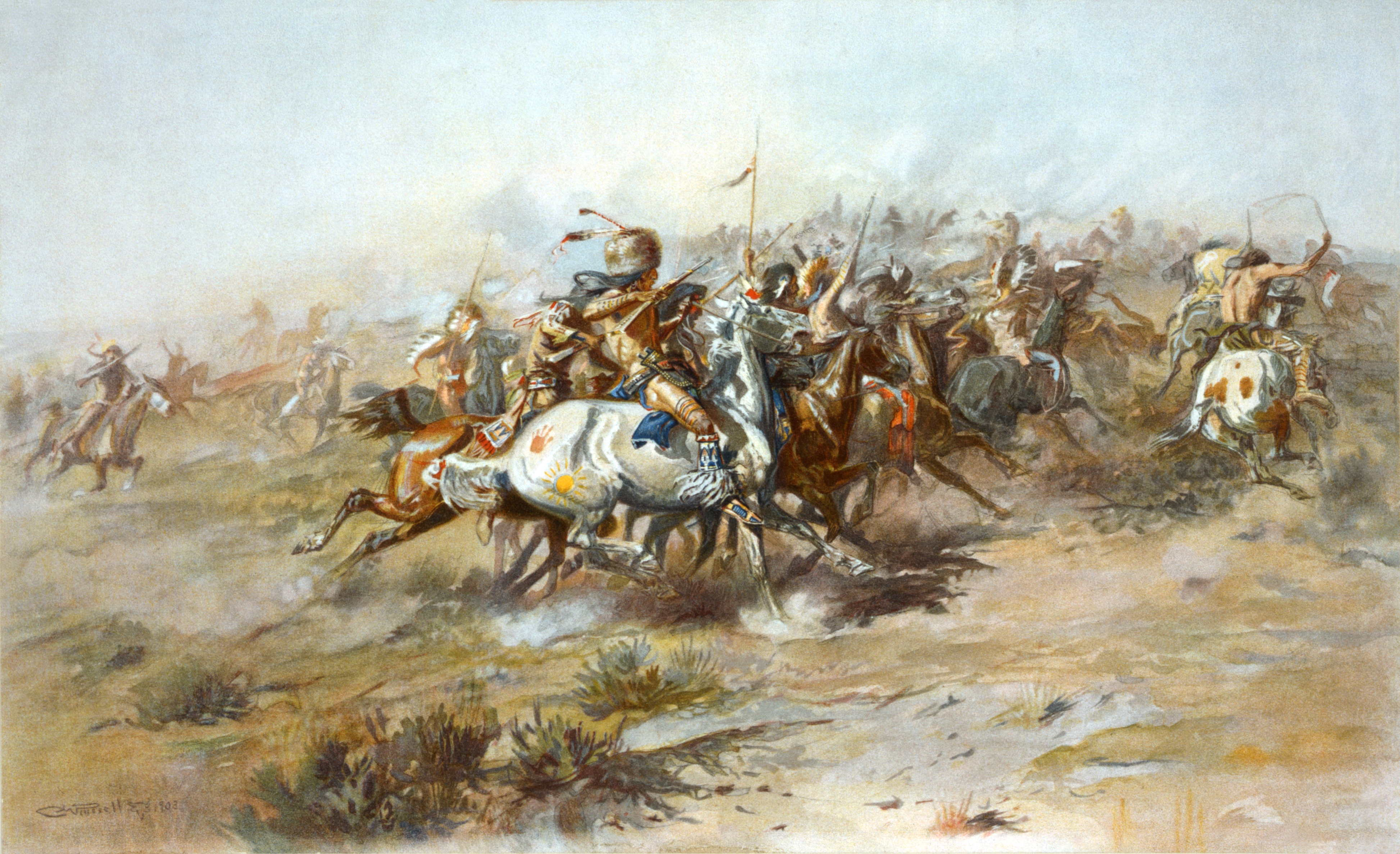
描绘小大角战役场面的油画，绘于1903年

16世纪的西班牙探险家最早来到大平原地区时，并没有留下有关当地原住民好战特性的记载，今堪萨斯州和俄克拉荷马州定居的威奇塔人没有在村落设置防御工事。西班牙人最初在德克萨斯回廊地区和当地的阿帕奇人有着友好往来。
平原印第安人在随后的历史时期产生了好战的文化，具体原因概括为三点。第一点是在西班牙人于新墨西哥的早期殖民活动中，发动了针对原住民的劫掠，以抢夺奴隶和货物，引起印第安人反击；第二点是印第安人和法国毛皮商人取得接触，为了控制毛皮商路，印第安部落之间展开竞争对抗；第三点是马匹输入后，印第安人的活动能力大大增强。作战在17世纪至19世纪晚期不仅成为印第安人谋生的方式，也成为一种竞技活动。年轻人通过作战获取战利品、提升名望，产生个人主义以及看重战果的战斗文化，令印第安人成为作战中一对一单挑的好手:20。《经济学人》在2010年的一篇文章称科曼奇人的勇士能够“放出一群箭矢的同时侧身悬于马背一侧，以马匹作掩护躲避子弹。这种场面令敌对的白人及印第安人胆寒。”美国历史学家S·C·格温（S. C. Gwynne）称赞科曼奇人是“19世纪全世界最强大的轻骑兵”，其在德克萨斯地区的劫掠活动令美国移民恐惧。
尽管平原印第安人在防御战中表现顽强，但他们进攻仅仅是为了取得物质战果或是个人声望。平原印第安部落之中存在着一种称为“计数打击”的行为，是指一名勇士在战斗中用手或者武器触碰敌人，并且毫发无损归来。平原印第安文化将这种行为视为勇猛的象征，被触碰的敌人将羞愧无比，自视战败。印第安人常将冲突视为展现勇者气概的机会，而轻视军事目的。他们强调“打了就跑”的突袭游击战术，不在乎敌人是否了结，以掠夺马匹和财物的价值衡量作战的价值。平原印第安人的突袭活动通常伤亡很少，在他们的文化中，以生命代价博取战斗胜利是一种愚蠢的行为。由于印第安人人口较少，一次作战中出动的人数也偏少，因此即使是在白人看来微不足道的伤亡数字，在印第安人眼中也是一种灾难。1874年德克萨斯的土墙（Adobe Walls）战役和1876年蒙大拿的玫瑰花蕾（Rosebud）战役中，作为进攻一方的印第安人取得了上风，但却因为遭受一定伤亡而提前撤离:20。是否继续战斗取决于伤亡程度和战利品价值的比例大小，敌人的几块头皮抵不上本方一位勇士的生命，但为了一群马匹，付出一两位勇士的生命是可以接受的:20。总体来说，由于美国白人势力强大、数目众多，人口稀少的印第安部落十分看重伤亡数字，会尽量避免一切伤亡:20。
印第安战士普遍马术精湛、耐力出众，且了解大平原地形，在和白人的战斗中能表现出较强的适应性和机动性，因此自1803年至1890年期间，平原印第安人常常能战胜美军。印第安人虽然有战胜美军的实力，但却难以维系长期战争，因为印第安人并非职业军人，在作战的同时还要照料家庭，狩猎维生，因此印第安人只能在较短的时期汇集勇士进行作战。科曼奇人在墨西哥的劫掠活动是个例外，他们能够依靠墨西哥殖民地富庶的战利品维持数月的营生。1876年小大角战役是平原印第安人在和美国白人的冲突中最为著名的一次胜仗，拉科塔苏族人在战斗中全歼美军中校乔治·卡斯特的部队，卡斯特本人亦阵亡:20。平原印第安勇士的武器通常是短而粗的弓，这种弓适合在马匹上作战，但射程较短。他们也使用枪支，但枪支和弹药数目较少。美国政府曾通过中介向平原印第安人出售枪支弹药，也有非法商贩用枪支交换印第安人的野牛皮:23。印第安人因为缺少弹药，且缺乏火器训练，所以更青睐以弓箭作战:23。

## 文化

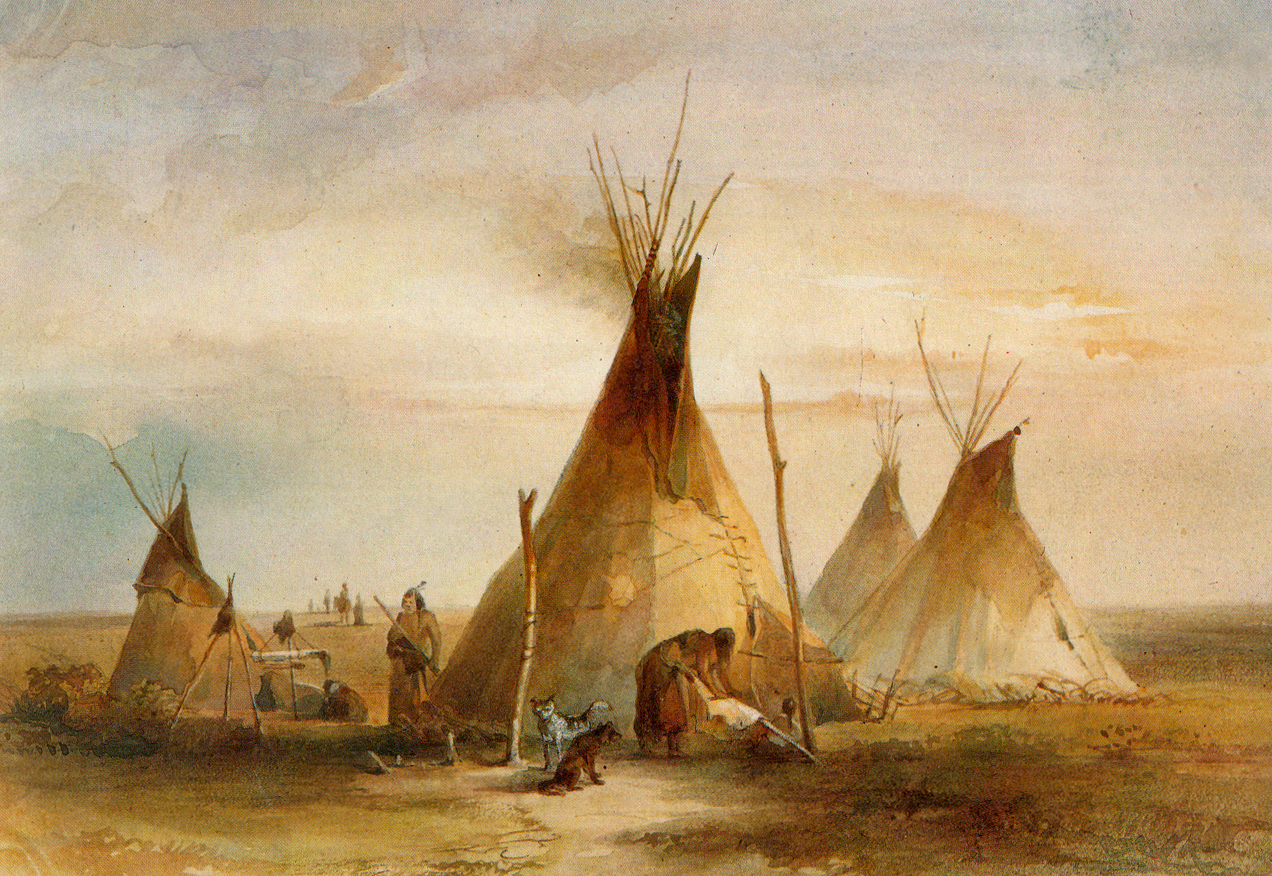
梯皮，易于拆装的游牧住房

游牧民族以狩猎采集活动维生。北美洲平原印第安人猎杀北美野牛，将其产物应用于食物、日用品、装饰品、工具、武器和衣物等日常生活的方方面面。他们遵循北美野牛的迁徙规律和牧草地的季节生长规律而四处迁徙。为此，他们的住房以牛皮制成，较为便携，易于拆装，十分适合游牧生活，称为梯皮。
第一个目睹并记录平原印第安文化的欧洲人是西班牙探险家弗朗西斯科·巴斯克斯·德科罗纳多。1541年，德科罗纳多在得克萨斯地区寻找传说中富庶的黄金国，遇到当地的克雷乔部落（Querechos），为阿帕契族的一支。德科罗纳多记载，克雷乔人居住在晒黑的牛皮制作的帐篷里，会将肉切成叶子状的细片在阳光下晾晒，晒干后将其像饭一般磨碎并保存，制成肉汤食用。他们用牛油调味，所以猎杀野牛时总会设法保存牛身上的脂肪。他们将牛的脏器掏空，装满血液系在脖子上，口渴时饮用。德科罗纳多记载了许多平原印第安人共有的文化特征：梯皮住房、由狗牵引的印第安雪橇、通用的平原印第安人手语，以及干肉条、肉糜饼等常见主食。

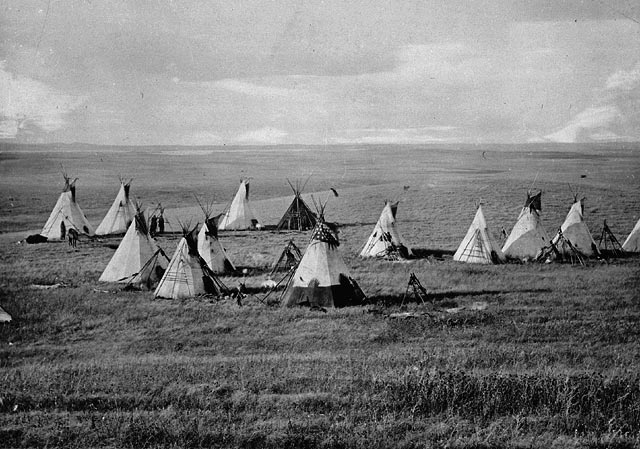
克里人营地，摄于1871年，加拿大艾伯塔省
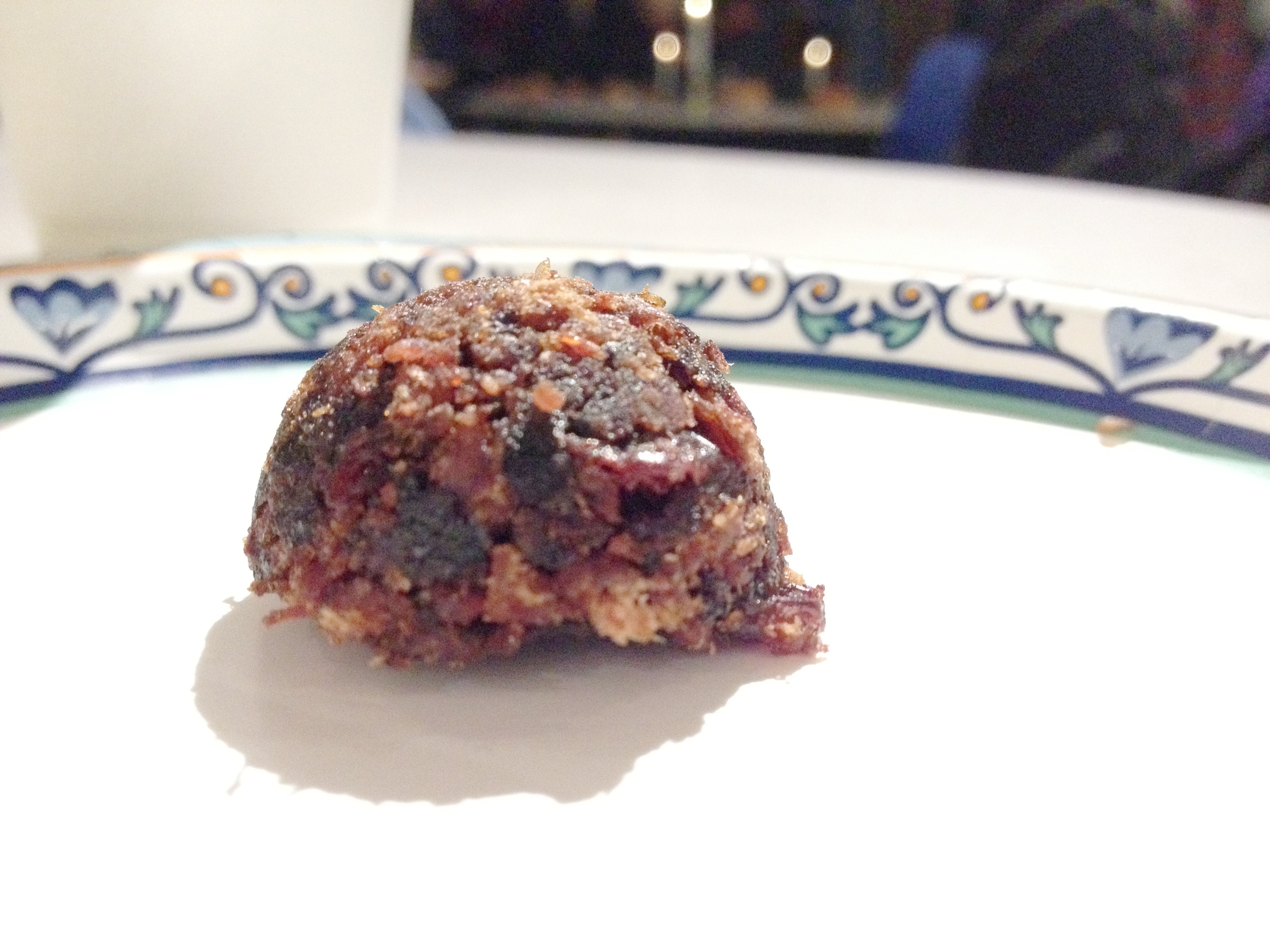
肉糜饼（英语：pemmican）
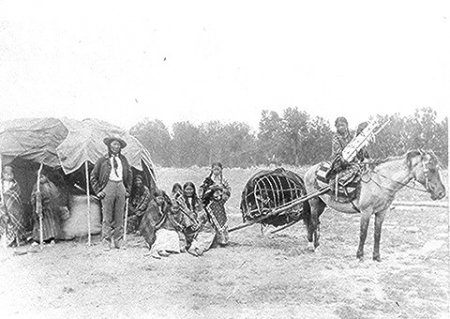
以印第安雪橇运货的夏延族家庭
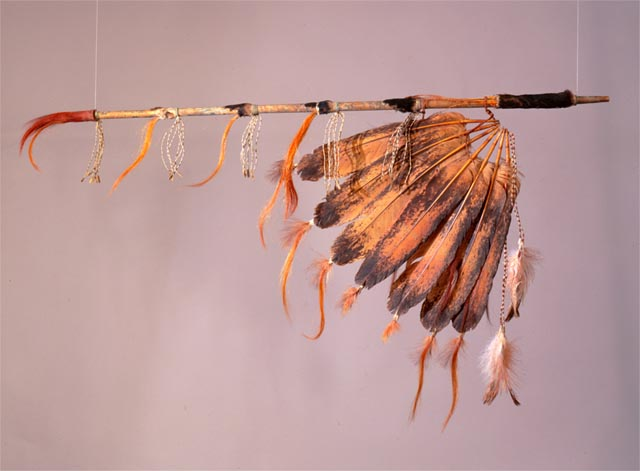
仪式烟斗（英语：Ceremonial pipe）

### 艺术

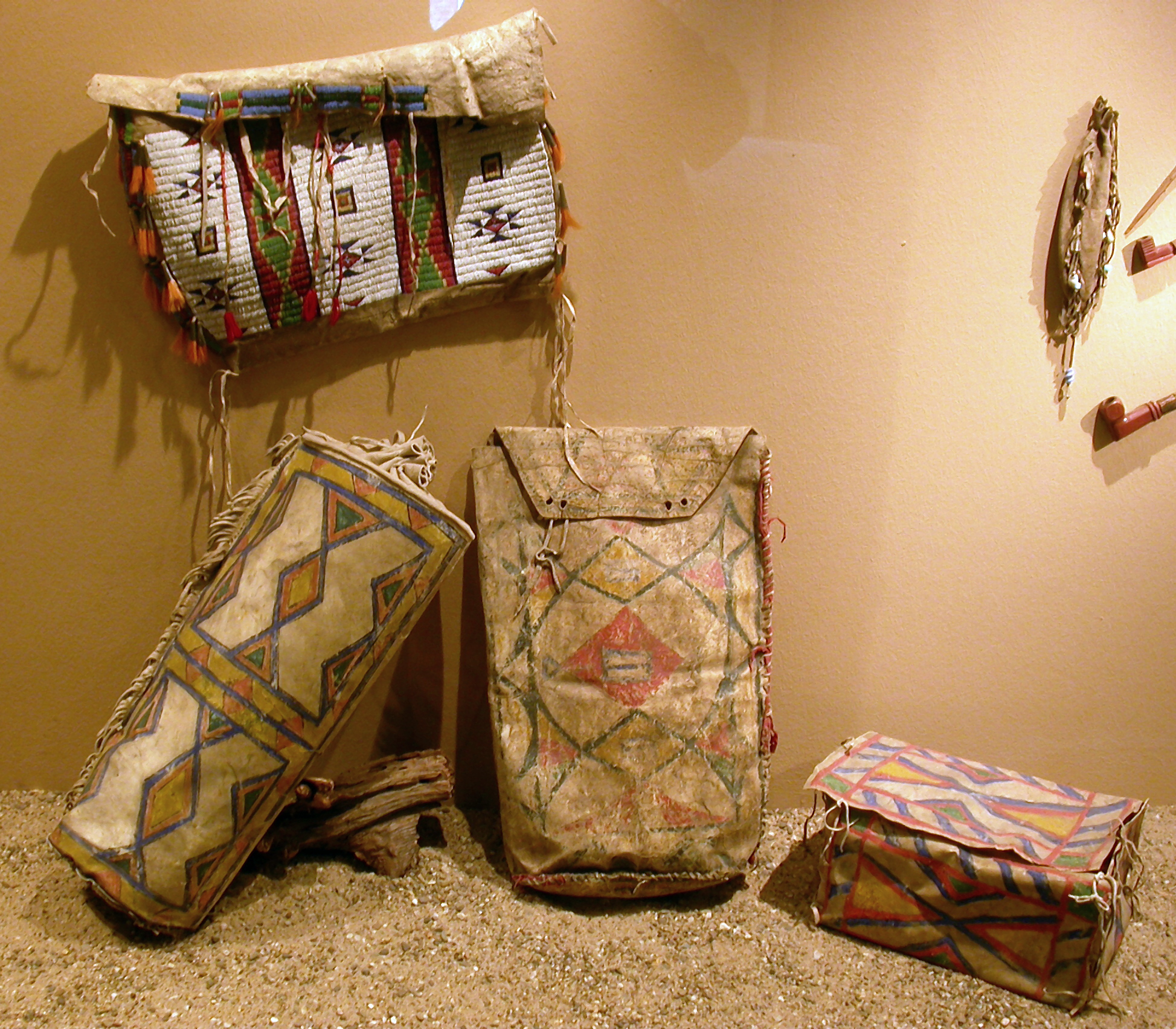
苏族以未经晾晒的牛皮制作的容器。此类工艺品统称为箭挡

已知最古老的北美绘画艺术品是“库珀野牛头骨”，发现于大平原南部的俄克拉荷马州，可追溯到公元前10,900年至10,200年。头骨上绘有红色的锯齿纹样。
到平原村落时代（950年—1850年），各地区产生了不同的艺术风格，如平原南部、中部、奥内奥塔、中密苏里等。马匹输入孕育了独特的马背文化和狩猎文化。牛皮成为制作衣物的主要材料，牛皮服饰以棘刺饰品和珠饰品做装饰，麋鹿牙齿也是重要的装饰材料。棘刺饰品以豪猪刺或是鸟羽制作，广泛存在于北美洲原住民的装饰艺术之中。后来，钱币和玻璃珠也成为平原装饰艺术的原料，这种独有的装饰艺术到今日仍颇受欢迎。
牛皮绘画是重要的艺术文化。男子以象形符号在牛皮上记录各种历史故事或是视觉景象，也会以图画记录历史，称为冬季记载。女子描绘几何图案。用作绘画的牛皮可能会刻意晒黑，未晾晒的牛皮可以制作一些容器或地图，法国毛皮商称这些工艺品为箭挡。
由于在19世纪中期以后，野牛遭到白人屠戮而数目锐减，野牛皮日益稀缺。因此，纱织物或是纸张成为替代的绘画载体，产生全新的艺术形式。由于原有的历史记录绘画转而以书册的形式普及，这种全新的平原艺术得名记录艺术。

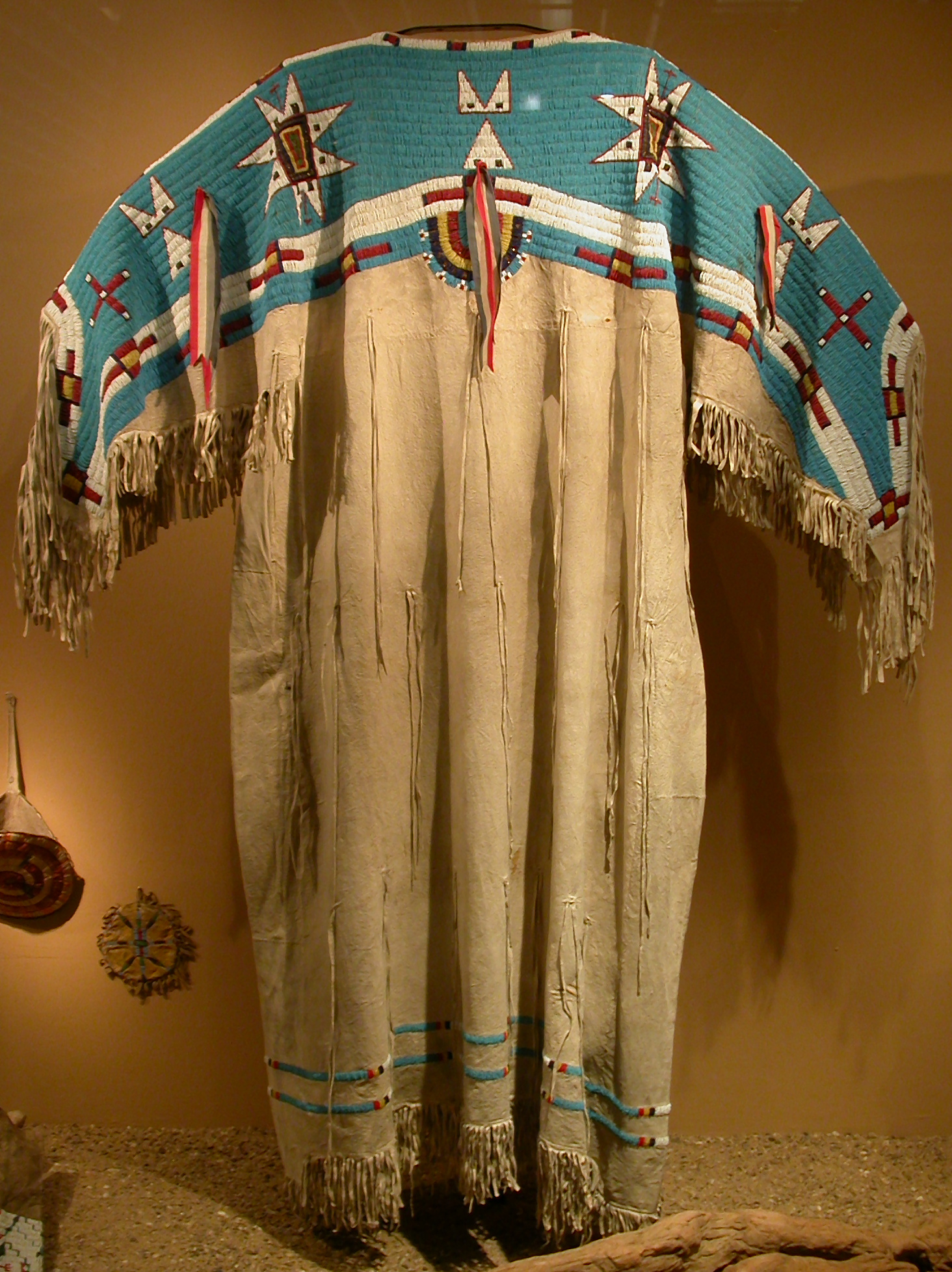
苏族女子服饰，可见其装饰风格
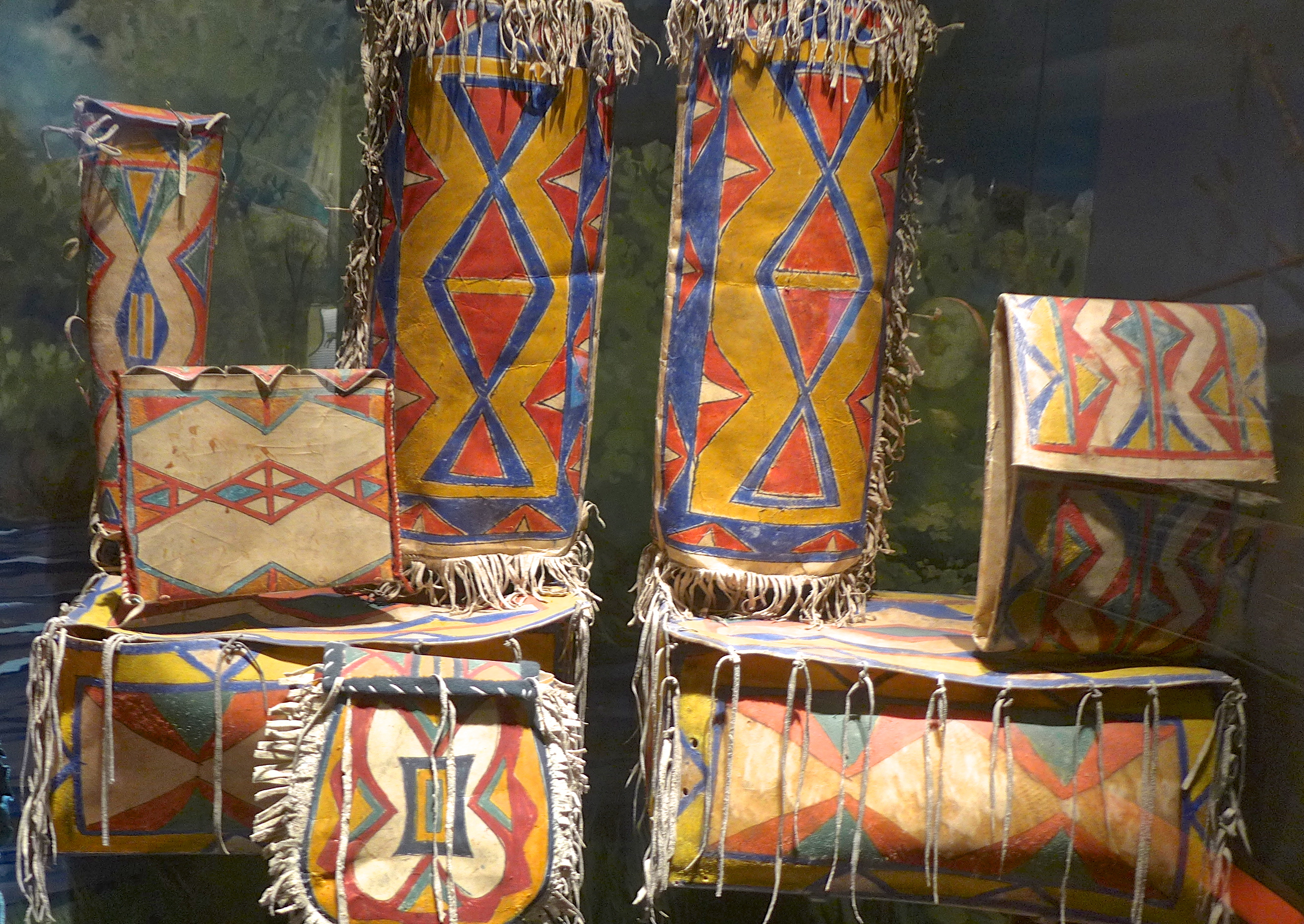
拉科塔人的箭挡容器
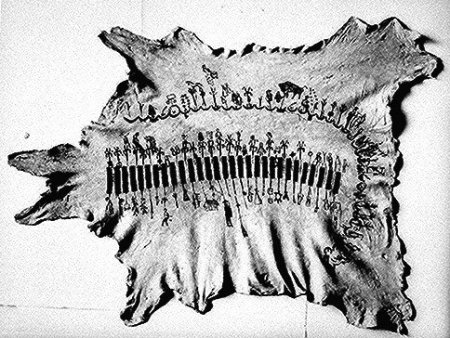
基奥瓦人的“冬季记载（英语：Winter count）”。部分民族有冬季在毛皮上记录历史的习惯
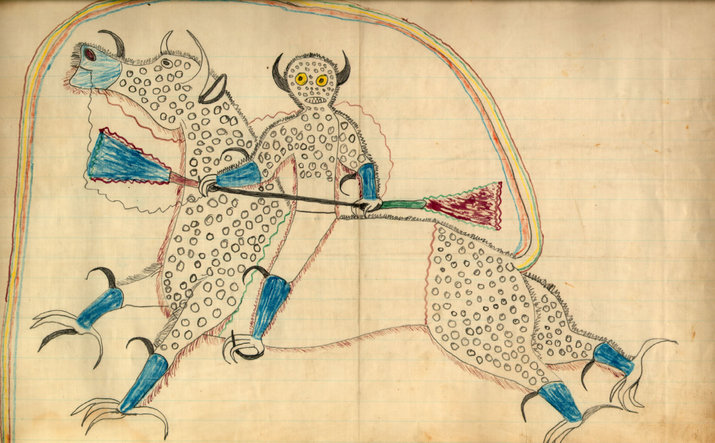
苏族拉科塔人的记录艺术（英语：Ledger art），约1880年
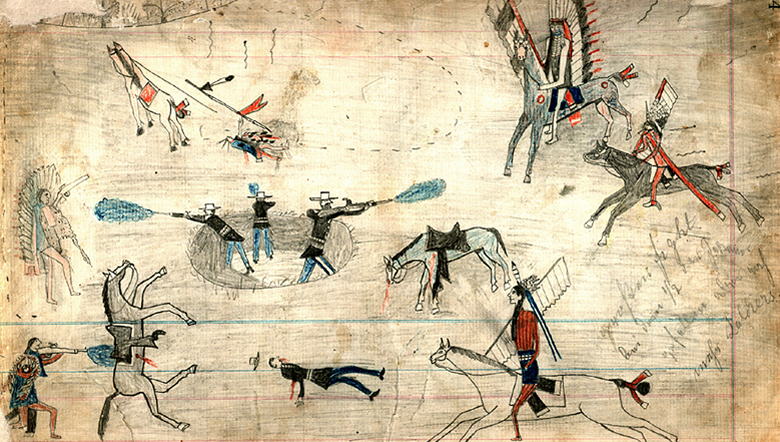
基奧瓦人的记录艺术，可能记载了1874年的美国红河战争野牛坑战役（Buffalo Wallow battle）

### 服饰
动物皮是平原印第安人服装所使用的主要材料，绝大部分服饰以牛皮或鹿皮制作，其他材料还包括鸟类等动物的毛皮。男子一般穿着及臀的衣衫，部分民族（平原南部民族尤甚）的男子习惯裸露上身，并且在胸部、肩部和臂部有纹身。女子一般穿及膝长裙。牛皮披肩是一种典型的平原印第安式御寒衣物，为许多民族所穿着。莫卡辛鞋也是普遍的穿着，由鹿皮或其他软皮制成，鞋面柔软，鞋底是粗糙的生皮，穿起来柔软而灵便。其前半部分通常有刺绣或其他装饰物。男子的莫卡辛鞋在脚踝附近有襟翼，女鞋为高帮，可以在冬季抬高、夏季收起。衣物的边缘常常以穗饰作装饰，到后期也有珠饰。
地位崇高的勇士可以佩戴战冠，是一种以鸟类羽毛装饰的头饰。战冠的羽毛通常是鹰羽，鹰羽被许多平原印第安族群视为最为尊贵的象征，许多战士一生中仅获得两到三根鹰羽的奖赏；当鹰羽数量较多时，就会被编织成战冠头饰。战冠被印第安人在精神层面和政治层面赋予重要意义，成为族群内部广受认可、享有盛名人士的专属头饰。
一些民族穿戴细长的管状串饰品作为项链、耳环或胸甲，称为髮管，一般以兽骨制作。此外，男子习惯蓄发，在发辫上系上长长的髮墜，作为装饰。

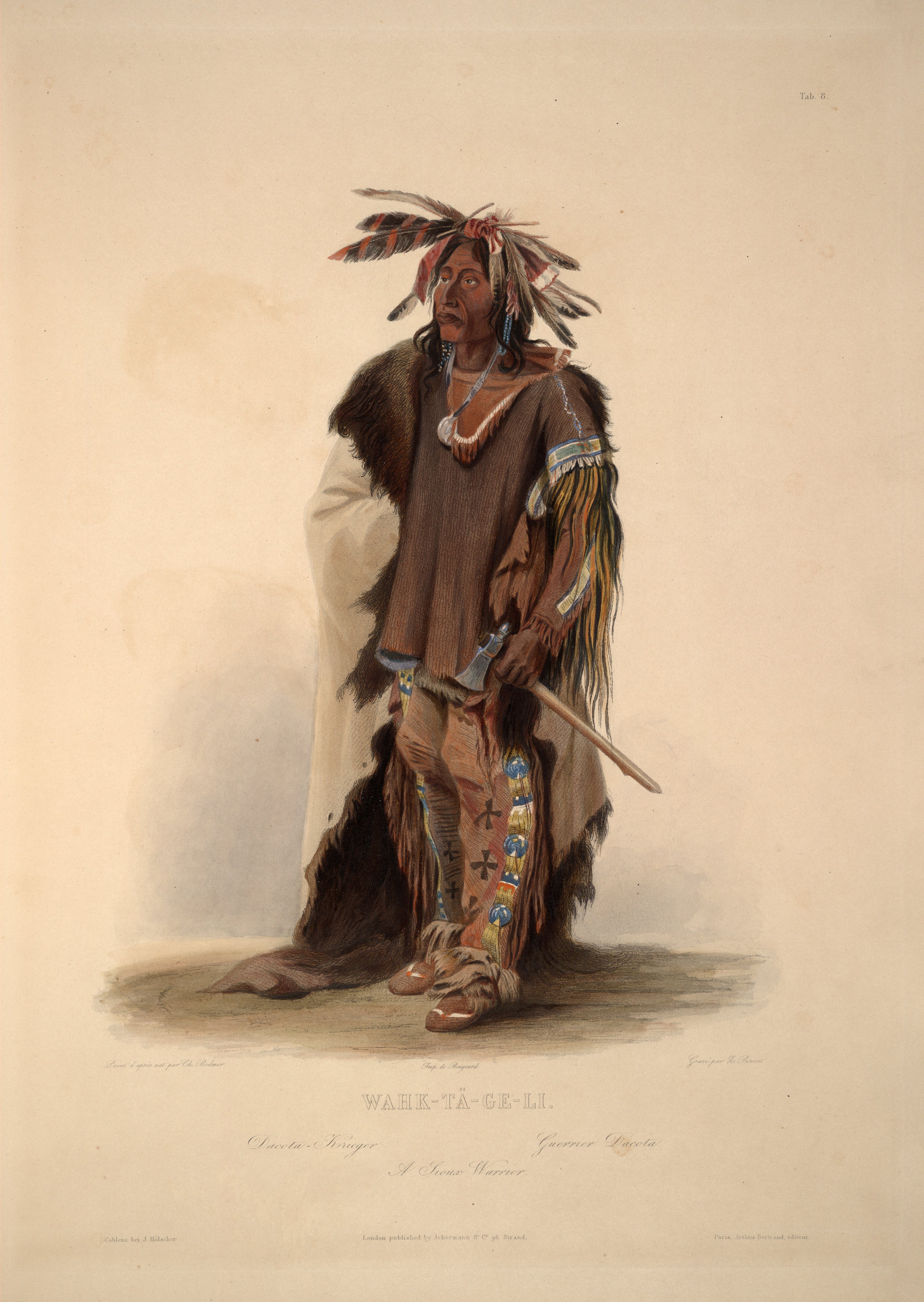
披牛皮披肩的苏族勇士
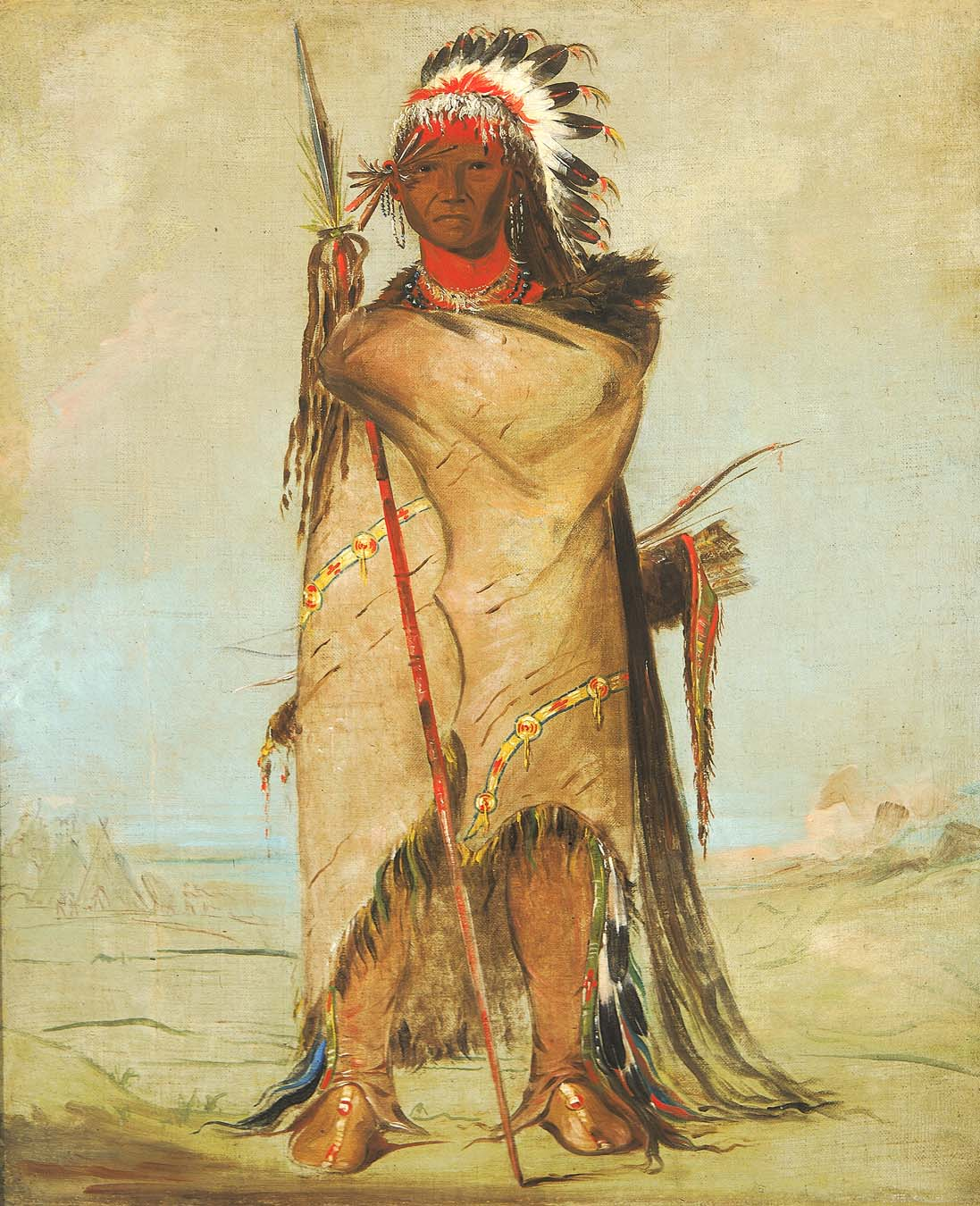
身披牛皮披肩、头戴战冠的克罗族勇士
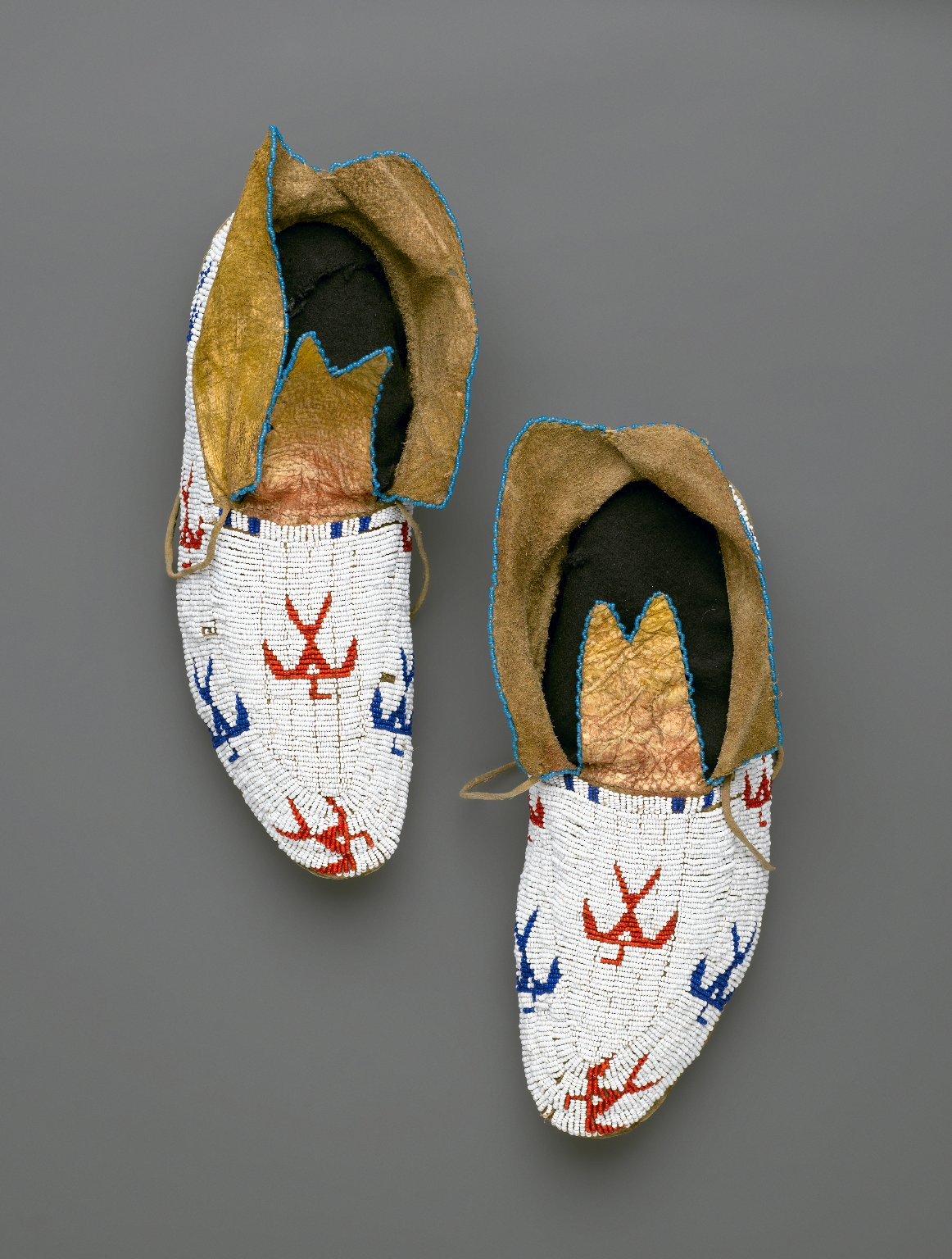
莫卡辛鞋
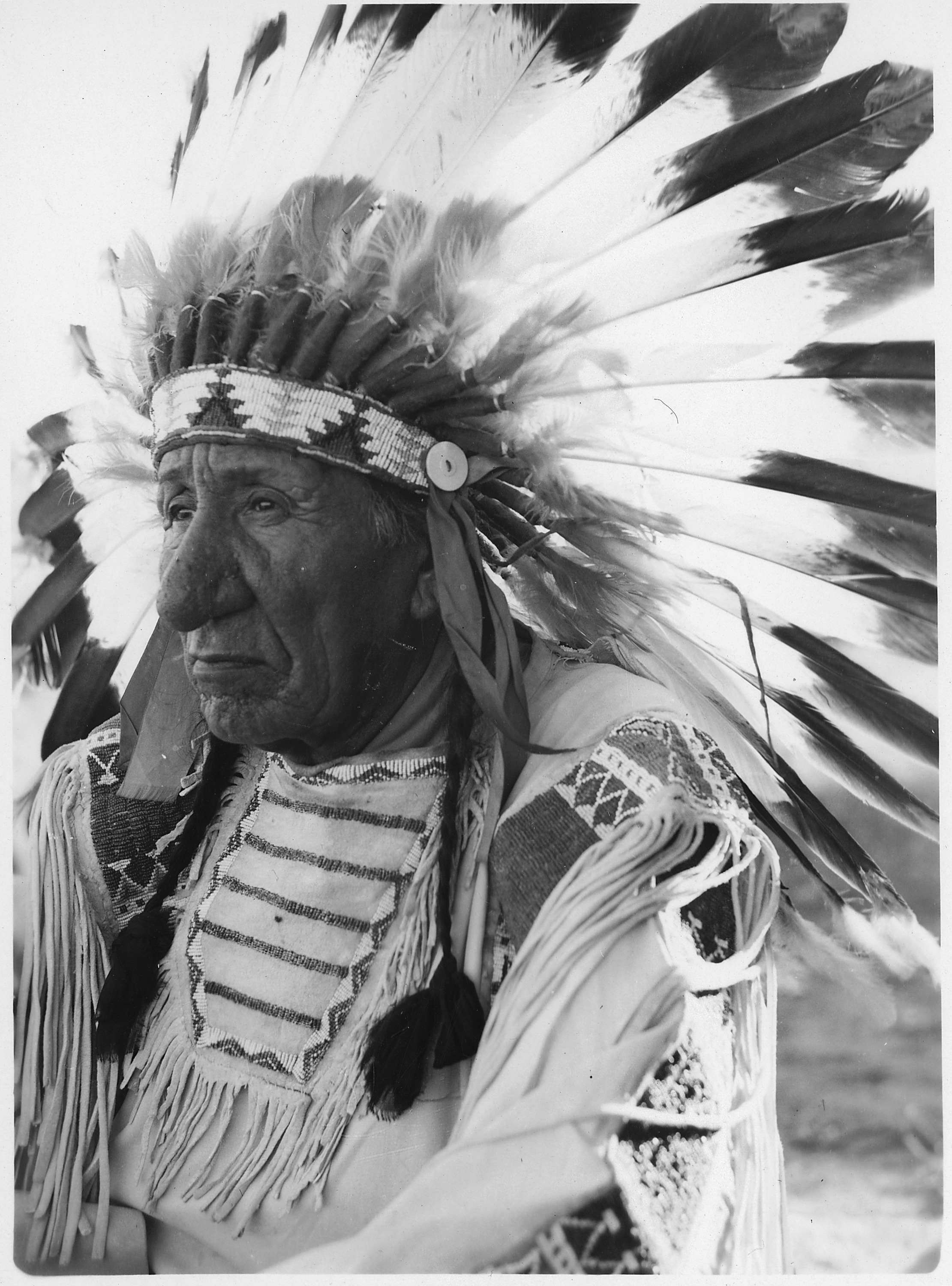
佩戴战冠的红云酋长
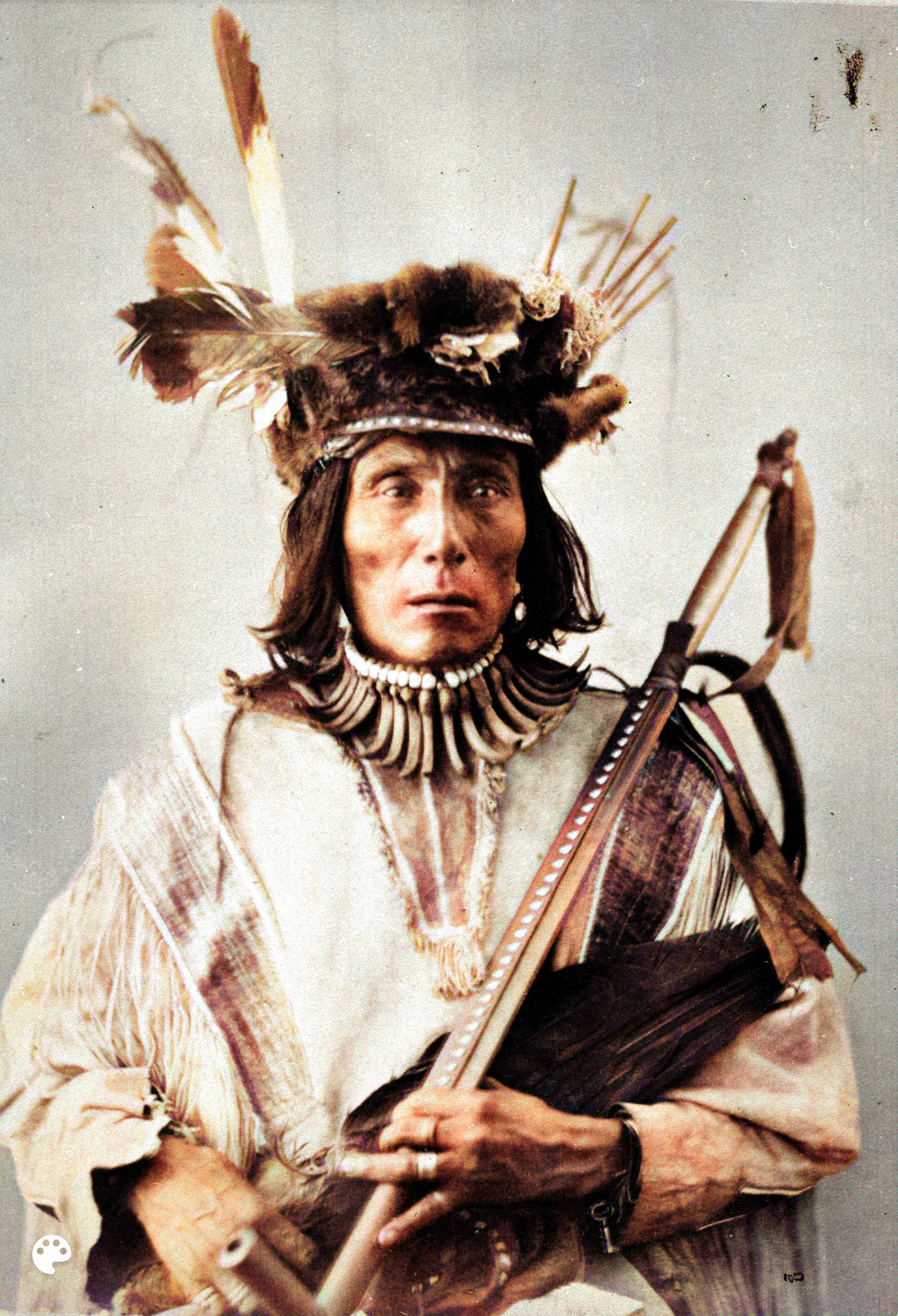
苏族男子穿着
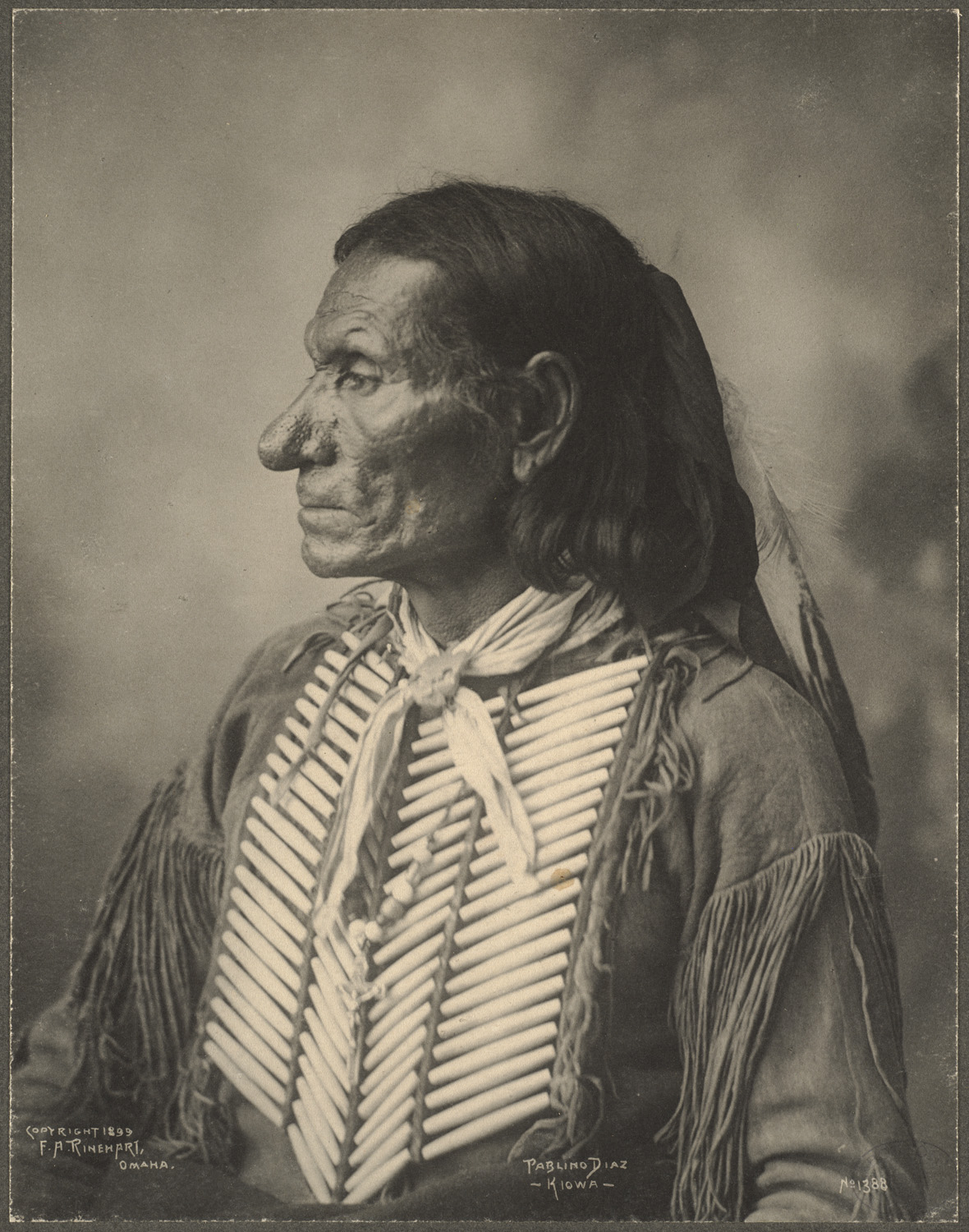
戴髮管的男子
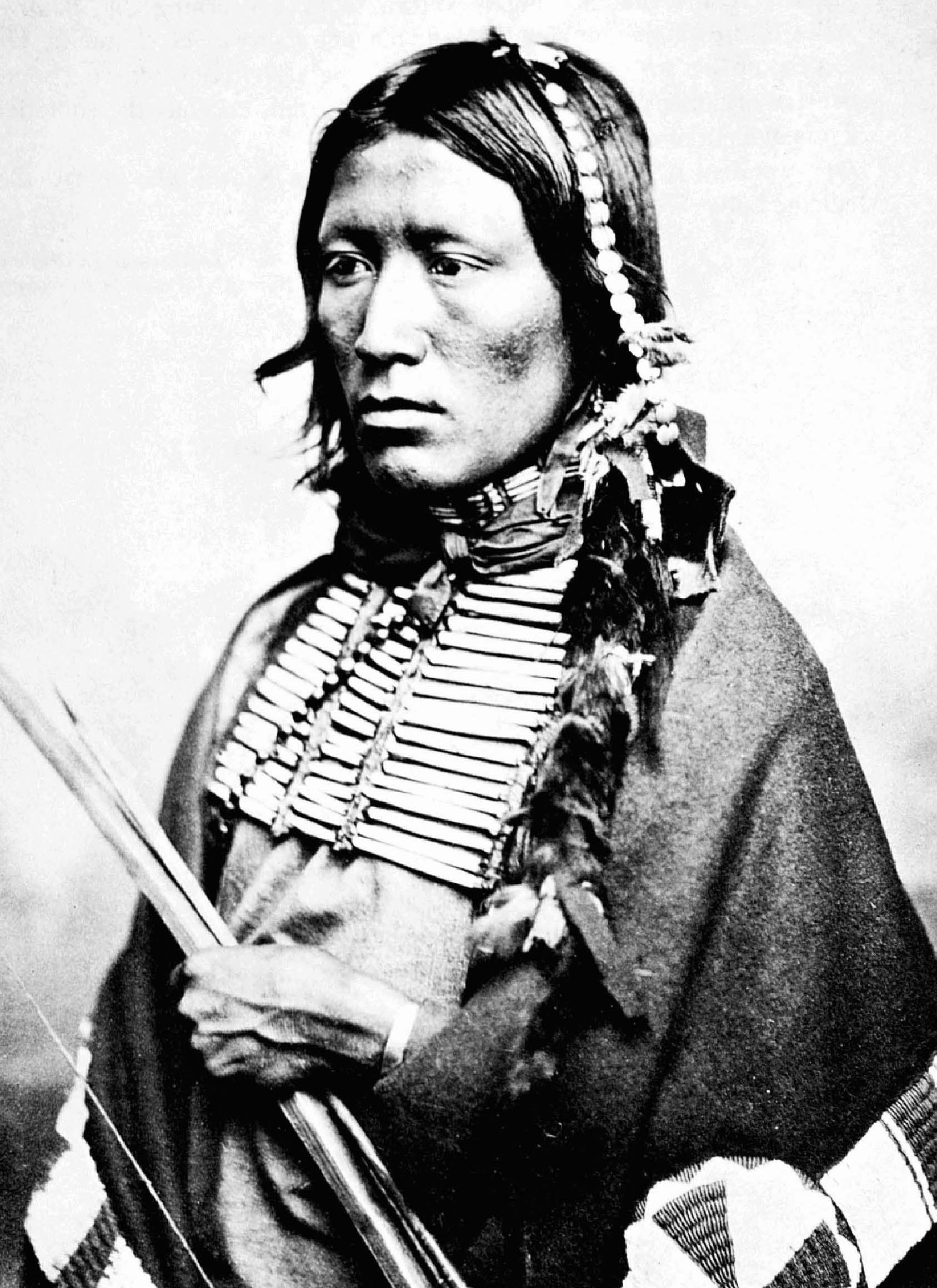
繫髮墜（英语：Hair drop）、戴髮管的男子

### 宗教

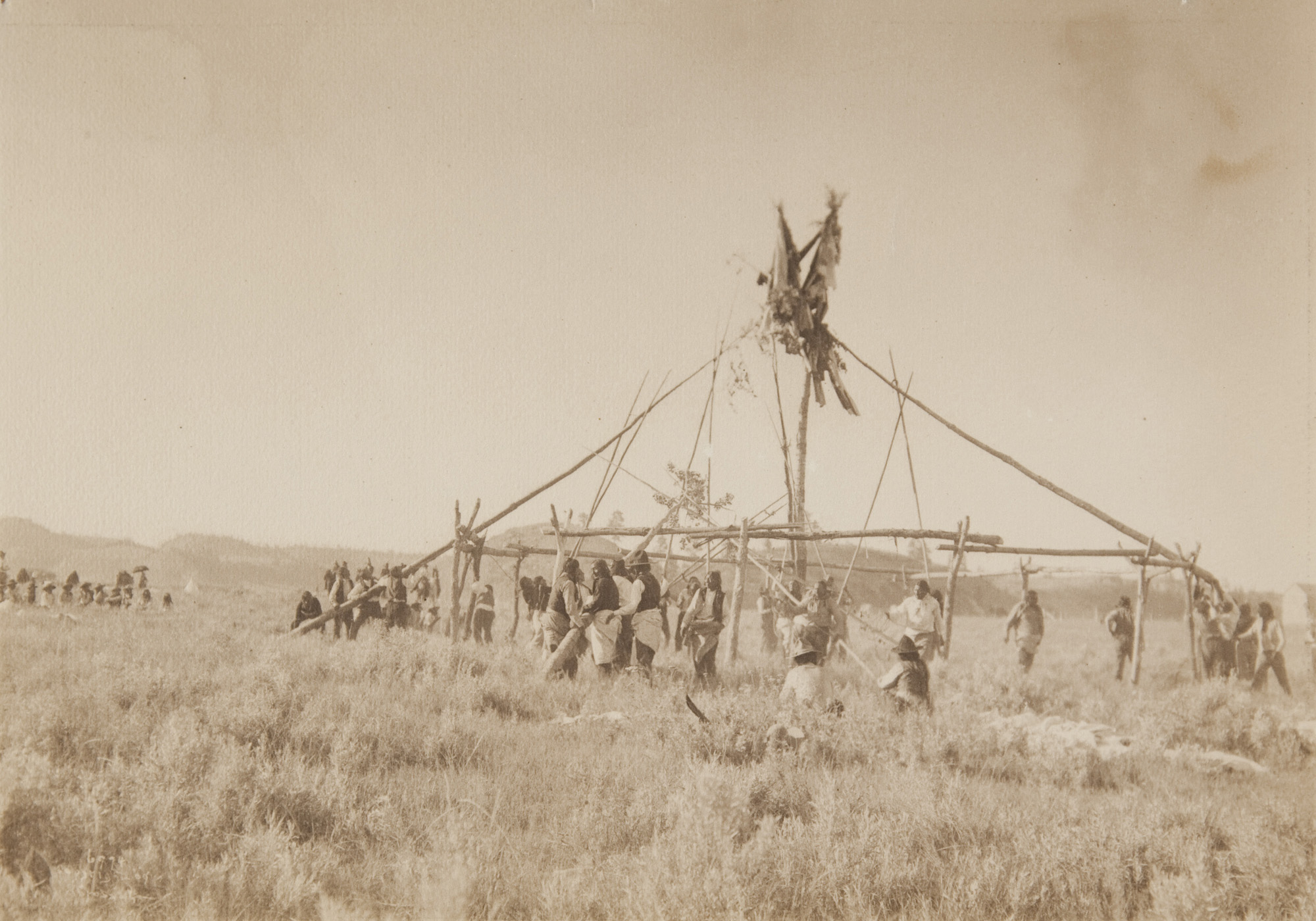
日舞仪式

平原民族的宇宙观和世界观各不相同，有着不同的信仰。有些民族的信仰可以归类为泛灵论，可能带有多神论色彩，也有一些民族信仰更偏向一神论或万有在神论。祷告是平原印第安人日常行为，无论是仪式上还是个人独处时，无论是普通人还是精神领袖，都会日常祷告。许多平原民族以有日舞仪式的传统，是其较为重要的聚会仪式。日舞仪式是流程复杂的宗教仪式，一年一度，其中包括献祭、禁食、祷告等行为。
平原民族的信仰重视梦境、幻觉等造就的异象，泛灵论思想比较普遍，认为日月星辰、狂风骤雨及周遭生命的变动和举动同精神世界有关，受到魂魄等精神力量的影响。这种精神力量也是诸多平原民族信仰的重要元素，精神力量的庇护被认为是战胜敌人和疾病的重要保证。为了和精神力量沟通，需要请巫觋来提供帮助。巫觋通过异象来分析精神力量，并以此从事医疗或寻人寻物等工作。据称，阿拉帕霍人、夏延人和阿齐纳人的巫觋会通过踩火来证明其神力。夏延人、阿齐纳人和波尼人相信在诸多精神魂魄中，存在至高无上的精神力量。夏延人称之为“至上的智者”。克罗人则认为不存在至高无上的精神，各种精神力量的神力没有较大差别。
在诸多有关精神力量的仪式中，会使用到诸多圣物，部分重要圣物统一存放，称为圣物包袱。圣物包袱是颇受重视的物件，目睹包袱开启者会得到精神力量的庇护。夏延人为了开启弓箭圣物包袱，会预先举行四天的仪式。

## 注脚
1. 1 2 3 4 5  Pyburn, Anne. "Peoples of the Great Plains". Indiana University.. Retrieved 29 January 2010

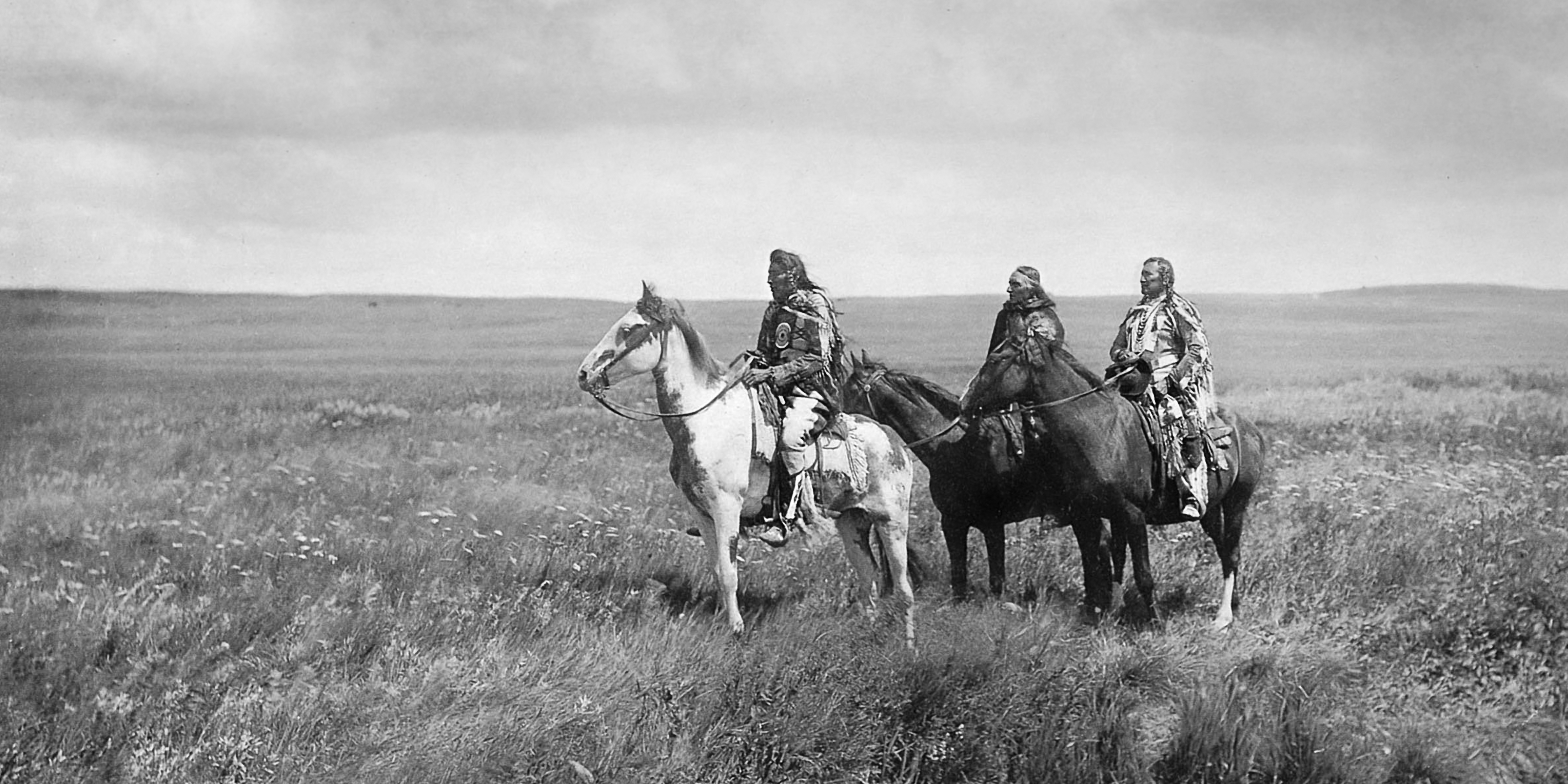
三位黑脚人酋长，爱德华·柯蒂斯摄于1900年

2. 1 2 3 4 5 6 7 8 9 10 11 12 13 14 15 16 17 18 19 20 21 22 23 24 25 26 27 28 29 30 31 32  Pauls, E. Prine. "Plains Indian. （页面存档备份，存于）" Encyclopedia Britannica, November 12, 2020.
3. ↑  "Standing Tall: Plains Indians Enjoyed Height, Health Advantage" 的存檔，存档日期2007-03-03., Jeff Grabmeier, Ohio State
4. ↑  "Preamble." Constitution of the Pawnee Nation of Oklahoma. 的存檔，存档日期2013-10-07. Retrieved 5 Dec 2012.
5. ↑  Hamalainen, Pekka. . Yale University Press. 2008: 37–38. ISBN 978-0-300-12654-9.
6. 1 2 3 4  Haines, Francis. "The Northward Spread of Horses among the Plains Indians. American Anthropologist, Vol 40, No. 3 (1988)
7. ↑  . The Walters Art Museum.   [2021-08-02]. （原始内容存档于2013-05-16）.
8. ↑  Bolton, Herbert Eugene. Spanish Exploration in the Southwest, 1542–1706. Whitefish, MT: Kessinger Publishing, 2007 (reprint) pp. 296, 315
9. ↑  Hamalainen, Pekka, "The Rise and Fall of Plains Indian Horse Culture." Journal of American History, Vol 90, No. 3, 3–4.
10. ↑  Hamalainen, 7–8
11. ↑  Osborn, Alan J. "Ecological Aspects of Equestrian Adaptation in Aboriginal North America." American Anthropologist, Nol. 85, No. 3 (Sept 1983), 566
12. ↑  Hamalainen, 10–15
13. ↑  Hamalainen, 20–21
14. ↑  Paragraph 69, Report to The President By The Indian Peace Commission （页面存档备份，存于）, January 7, 1868
15. ↑  Thornton, Russell (1990). American Indian Holocaust and Survival: A Population History since 1492 （页面存档备份，存于）. University of Oklahoma Press. p. 48. ISBN 978-0-8061-2220-5
16. 1 2 3 4 5 6 7 8  Robinson, Charles The Plains Wars 1757-1900, London: Osprey, 2003
17. 1 2  Hyde, George E. Red Cloud's Folks: A History of the Oglala Sioux Norman: University of Oklahoma Press, 1937, p. 160; Price, Catherine, The Oglala People, 1841-1879 Lincoln: University of Nebraska Press, pp. 13-16
18. ↑  DeLay, Brian, The War of a Thousand Deserts. New Haven, CT: Yale University Press, 2008, pp. 116, 317-319, 327
19. 1 2  Moulton, M. . CRC Press. 1995.
20. ↑  Smits, David D. . The Western Historical Quarterly (Western Historical Quarterly, Utah State University on behalf of The Western History Association). 1994, 25 (3): 112–338. JSTOR 971110. PDF: history.msu.edu （页面存档备份，存于）
21. 1 2  Records, Laban. . Norman, Oklahoma: University of Oklahoma Press. March 1995. ISBN 978-0-8061-2694-4.
22. ↑  Bergman, Brian. . Maclean's. The Canadian Encyclopedia. 2004-02-16  [2019-08-19]. （原始内容存档于2021-08-02）. For the sake of lasting peace, let them kill, skin and sell until the buffaloes are exterminated.
23. ↑  Flight, Colette  (February 17, 2011). "Smallpox: Eradicating the Scourge" （页面存档备份，存于）. BBC
24. ↑  Aufderheide, Arthur C.; Rodríguez-Martín, Conrado; Langsjoen, Odin (1998). The Cambridge Encyclopedia of Human Paleopathology （页面存档备份，存于）. Cambridge University Press. p. 205. ISBN 978-0-521-55203-5
25. 1 2  .   [2016-08-09]. （原始内容存档于2014-12-10）.
26. ↑  Catherine Beyer. . About.com Religion & Spirituality.   [2015-03-05]. （原始内容存档于2015-04-02）.
27. ↑  http://www.facstaff.bucknell.edu/jms089/Z-Unpublished%20Work/Shields-Christ%20&%20Cactus.pdf 的存檔，存档日期2014-06-20.
28. ↑  . .   [2015-03-05]. （原始内容存档于2015-05-15）.
29. ↑  .   [2021-07-19]. （原始内容存档于2021-09-20）.
30. 1 2  Lee, Trymaine. . MSNBC – Geography of Poverty Northwest.   [2015-09-28]. （原始内容存档于2020-05-18）.
31. ↑  Shanks, Bernard D. . JAWRA Journal of the American Water Resources Association. 1974-06-01, 10 (3): 573–579. Bibcode:1974JAWRA..10..573S. ISSN 1752-1688. doi:10.1111/j.1752-1688.1974.tb00598.x （英语）.
32. 1 2  McKay-Cody, Melanie Raylene, , Carroll, Cathryn  (编), , Washington DC: Gallaudet University Press, 1998, ISBN 1893891097
33. ↑  Davis, Jeffrey. 2006. "A historical linguistic account of sign language among North American Indian groups." In Multilingualism and Sign Languages: From the Great Plains to Australia; Sociolinguistics of the Deaf community, C. Lucas (ed.), Vol. 12, pp. 3–35. Washington, DC: Gallaudet University Press
34. ↑  Davis, Jeffrey E., , Cambridge UK: Cambridge University Press, 2010, ISBN 978-0-521-69030-0
35. ↑  Tomkins, William. Indian sign language. [Republication of "Universal Indian Sign Language of the Plains Indians of North America" 5th ed. 1931]. New York : Dover Publications 1969. (p. 7)
36. ↑  Drass, Ricard R. "Corn, Beans, and Squash: Cultivated Plants and Changing Economies of the Late Prehistoric Villagers on the Plains of Oklahoma and Northwest Texas" Plains Anthropologist, Vol 53 No. 205 (Feb 2008), p. 12;  "Prunus Americana （页面存档备份，存于）", accessed 12 Dec 2012
37. ↑  Drass, p. 12
38. ↑  Schneider, Fred "Prehistoric Horticulture in the Northeastern Plains." Plains Anthropologist, 47 (180), 2002, pp. 33-50
39. 1 2 3  Wishart, David J. "Native American Gender Roles." （页面存档备份，存于） Encyclopedia of the Great Plains. Retrieved 15 Oct 2013.
40. ↑  Price 19
41. ↑  Sides, Hampton. Blood and Thunder: An Epic of the American West New York: Doubleday, 2006, p. 34
42. ↑  . speakwithoutinterruption.com.   [2015-09-10]. （原始内容存档于2015-09-22）.
43. ↑  Winship, George Parker (Ed. and Translator) The Journey of Coronado, 1540-1542, from the City of Mexico to the Grand Canyon of the Colorado and the Buffalo Plains of Texas, Kansas, and Nebraska, As Told by Himself and his Followers. New York: A.S. Barnes & Co, 1904
44. ↑  John, Elizabeth A. H. Storms Brewed in Other Men's Worlds Lincoln: University of Nebraska Press, 1975, p. 154
45. 1 2  . The Economist. 2010-06-17  [2016-11-30]. （原始内容存档于2017-06-25）.
46. ↑  Ambrose, Stephen  Crazy Horse and Custer New York: Anchor Books, 1975, p. 12.
47. ↑  Ambrose, p. 66
48. ↑  Ambrose, p. 243
49. 1 2  Hansen, Emma I. Memory and Vision: Arts, Cultures, and Lives of Plains Indian People. Cody, WY: Buffalo Bill Historical Center, 2007. ISBN 0-295-98580-1. P. 138.
50. ↑  Laubin, Reginald; Laubin, Gladys.  2. University of Oklahoma Press. 2012. ISBN 978-0806188522.
51. ↑  Winship, George Parker (ed and trans), The Journey of Coronado, 1540–1542, from the City of Mexico to the Grand Canyon of the Colorado and the Buffalo Plains of Texas. New York: A.S. Barnes & Company, 1904, 65, 112
52. ↑  Bement, Leland C. Bison hunting at Cooper site: where lightning bolts drew thundering herds （页面存档备份，存于）. Norman: University of Oklahoma Press, 1999: 37, 43, 176. ISBN 978-0-8061-3053-8.
53. ↑  Gillow, John and Bryan Sentance (1999). World Textiles: A Visual Guide to Traditional Techniques. Thames & Hudson. ISBN 978-0-500-28247-2.
54. ↑  Dubin, Lois Sherr. North American Indian Jewelry and Adornment: From Prehistory to the Present. New York: Harry N. Abrams, Inc. Publishers, 1999. ISBN 0-8109-3689-5.
55. ↑  "Native American and First Nations' GIS." （页面存档备份，存于） Native Geography. Dec 2000. Retrieved 29 January 2010
56. ↑  "Ledger Art History." （页面存档备份，存于） Department of Ethnic Studies, University of California San Diego: Plains Indian Ledger Art Project. 2011 (retrieved 2 Oct 2011)
57. ↑  Strutin, Michal. . Tucson: Southwest Parks and Monuments Association. 1999: 9–11  [2016-04-27]. （原始内容存档于2021-08-02）.
58. ↑   Chisholm, Hugh (编). .  18 (第11版). London: Cambridge University Press: 637. 1911.
59. ↑  Grinnell, George Bird. . World Wisdom, Inc. 2008: 209  [2021-08-02]. ISBN 9781933316604. （原始内容存档于2014-07-28）.
60. ↑   Life of George Bent: Written From His Letters, by George E. Hyde, edited by Savoie Lottinville, University of Oklahoma Press (1968), hardcover, 390 pages; trade paperback, 280 pages (March 1983), pp 214, 216, 239, 307. ISBN 0-8061-1577-7, ISBN 978-0-8061-1577-1.
61. ↑  The Battle of Beecher Island and the Indian War of 1867–1869, by John H. Monnett, University Press of Colorado (1992), pages 46 to 48. ISBN 0-87081-347-1.
62. ↑  Hansen 133
63. ↑  Brown, 1996: pp. 34-5; 1994 Mandelbaum, 1975, pp. 14-15; & Pettipas, 1994 p. 210. "A Description and Analysis of Sacrificial Stall Dancing: As Practiced by the Plains Cree and Saulteaux of the Pasqua Reserve, Saskatchewan, in their Contemporary Rain Dance Ceremonies" by Randall J. Brown, Master thesis, University of Manitoba, Winnipeg, 1996. Mandelbaum, David G. (1979). The Plains Cree: An ethnographic, historical and comparative study. Canadian Plains Studies No. 9. Regina: Canadian Plains Research Center. Pettipas, Katherine. (1994). "Serving the ties that bind: Government repression of Indigenous religious ceremonies on the prairies." Winnipeg: University of Manitoba Press.

### 书目
- Ambrose, Stephen Crazy Horse and Custer, New York: Anchor Books, 1975, p. 12.
- Berlo, Janet Catherine;  et al. . New York: The Metropolitan Museum of Art. 1998  [2021-08-02]. ISBN 9780870998560. （原始内容存档于2013-11-03）.
- Carlson, Paul H. (1998) The Plains Indians. College Station: Texas A&M University Press. ISBN 0-89096-828-4
- Keyser, James D; Michael Klassen, , University of Washington Press, 2001  [2021-08-02], ISBN 029598094X, （原始内容存档于2021-08-02）
- Hansen, Emma I. Memory and Vision: Arts, Cultures, and Lives of Plains Indian People. Cody, WY: Buffalo Bill Historical Center, 2007. ISBN 0-295-98580-1.
- Lowie, Robert Harry; Raymond J. DeMallie, , University of Nebraska Press, 1982  [2021-08-02], ISBN 0-8032-2858-9, （原始内容存档于2021-09-06）
- Marker, Sherry, , Facts On File, 2003, ISBN 0-8160-4931-9, （原始内容存档于2021-08-02）
- Ronald Peter, Koch, , University of Oklahoma Press, 1988, ISBN 0-8061-2137-8, （原始内容存档于2021-08-02）
- Schuon, Frithjof, , World Wisdom Books, 1990, ISBN 0-941532-10-0, （原始内容存档于2020-02-12）
- Sturtevant, William C., general editor and Bruce G. Trigger, volume editor. Handbook of North American Indians: Northeast. Volume 15. Washington DC: Smithsonian Institution, 1978. ASIN B000NOYRRA.
- Taylor, Colin E. (1994) The Plains Indians: A Cultural and Historical View of the North American Plains Tribes of the Pre-Reservation Period. Crescent. ISBN 0-517-14250-3.